# Stadt Gernrode
Stadt Gernrode ist ein Ortsteil von Quedlinburg im nordöstlichen Rand des Harzes im Landkreis Harz in Sachsen-Anhalt. Gernrode wurde 961 erstmals urkundlich erwähnt und erhielt im Jahr 1539 das Recht, Wappen und Siegel zu führen, was häufig mit einer Stadtrechtsverleihung gleichgesetzt wird. Der Ort war fast 700 Jahre lang der Sitz des erst geistlichen, nach der Reformation freiweltlichen Damenstifts Gernrode.
In der Altstadt mit ihren verwinkelten Straßen befinden sich viele Gebäude aus verschiedenen Jahrhunderten. Am kleinen Markt liegt das Rathaus Gernrode aus der Zeit des Historismus, westlich davon der romanische Turm der ehemaligen Marktkirche St. Stephanus, sowie die bekannteste Sehenswürdigkeit, die romanische Stiftskirche St. Cyriacus. Diese befindet sich an der Südroute der Straße der Romanik.

## Geographie

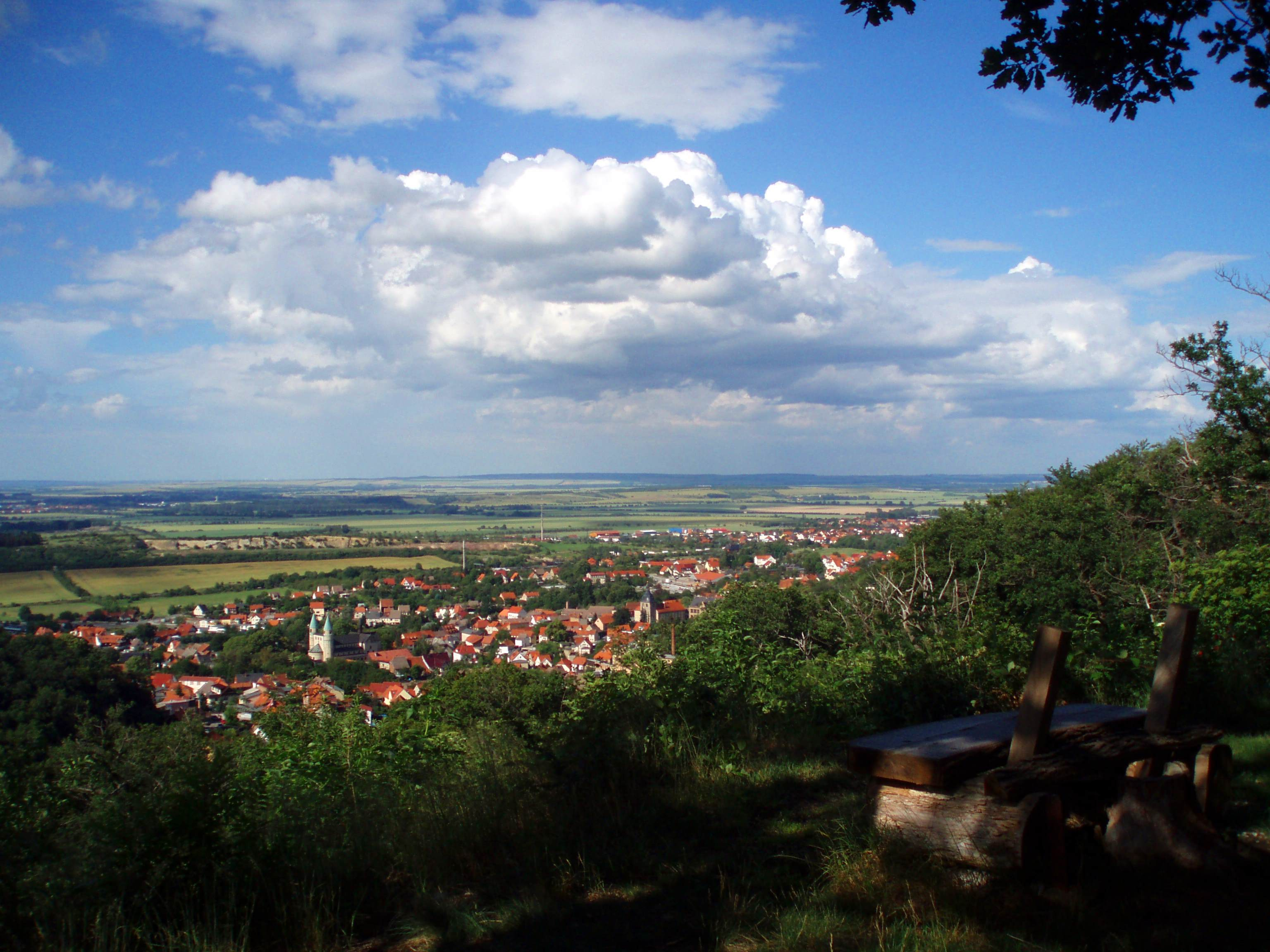
Aussicht vom Försterblick

### Lage
Gernrode liegt am Nordrand des Mittelgebirges Harz (Ostharz) im Naturpark Harz/Sachsen-Anhalt. Es befindet sich etwa 6,5 km südlich von der Kernstadt Quedlinburg direkt östlich vom Ortsteil Bad Suderode und südwestlich vom Ballenstedter Ortsteil Rieder auf etwa 200 bis 320 m ü. NN. Westlich fließt der Steinbach und östlich der Wellbach, beides sind Zuflüsse des Quarmbachs und damit solche der Bode. Durch den vorgelagerten Bückeberg (250 m ü. NN) ist Gernrode etwas vor rauen Nordwinden geschützt. Die höchste Erhebung in der näheren Umgebung ist die Viktorshöhe mit 581,5 m ü. NN. Die Gemarkung Gernrode hat eine Fläche von 3406 Hektar, davon sind 2718 ha Wald und 20 ha Gewässer.

### Geologie

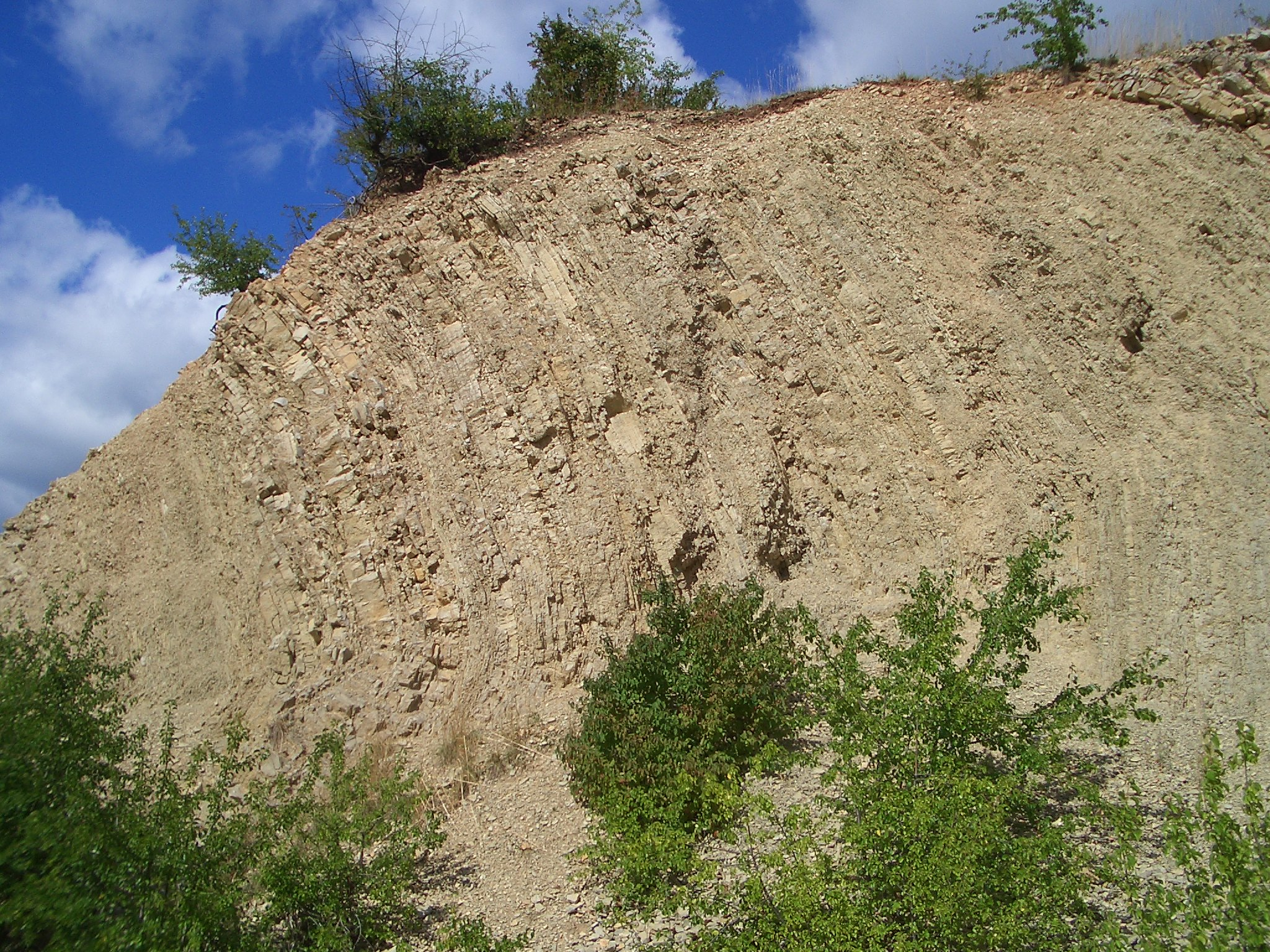
Muschelkalkprofil im Steinbruch am Bückeberg nördlich von Gernrode

Die Region um Gernrode zeigt die Entstehung des etwa 500 Millionen Jahre alten Harzes und dessen Aufschiebung auf sein jüngeres Vorland. Seit dem Ordovizium befand sich der Harz in einem Meeresbecken, welches im Verlauf von 180 Millionen Jahren von feinkörnigen Sedimenten aufgefüllt wurde. Der Boden des Meeres veränderte sich im Devon in Schwellen und Becken. Gleichzeitig setzte intensiver untermeerischer Vulkanismus ein, der bis in das jüngere Unterkarbon anhielt. Dabei kam es zum Eindringen von Basaltkörpern in die devonischen Sedimente. Diese werden als Intrusivkörper bezeichnet, ein solcher tritt am Osterteich bei Gernrode zu Tage. Von der variszischen Gebirgsbildung wurde der Harz zwischen 360 und 330 Millionen Jahren erfasst, das Gebiet wurde dabei gefaltet, herausgehoben und teilweise abgetragen. Der Abschluss erfolgte vor rund 300 Millionen Jahren mit dem Aufstieg saurer Magmen. Das Granitmassiv des Rambergs gehört in diese Zeit. Vor 320 bis 272,5 Millionen Jahren, während der Zeit des Rotliegenden, verstärkte sich die Abtragung in die nach der Gebirgsbildung entstandenen Senken hinein. In der Mulde zwischen Hoym und Badeborn sind die jüngeren Gesteine der Kreidezeit erhalten geblieben. Der Höhenzug des Ruhmbergs bei Badeborn ist der Anfang des Quedlinburger Sattels. Hier sind Gesteine wie der Muschelkalk, welcher zwischen 243 und 230 Millionen Jahre alt ist, zu finden. Südlich von Badeborn befindet sich die Blankenburger Mulde, diese ist mit Sandsteinen der Kreidezeit, zwischen 89 und 81 Millionen Jahre alt, gefüllt. Die Südflanke der Mulde ist mit den Gegensteinen morphologisch herausgehoben. Diese bestehen aus quarzitischem Sandstein, der durch silikatische Lösungen aus dem Untergrund besonders verfestigt ist. Die sichtbare Steilstellung der Schichten ist ein Beweis für die Heraushebung des Grundgebirges des Harzes und dessen Verschiebung nach Norden vor rund 80 Millionen Jahren. Der Bückeberg am nördlichen Rand von Gernrode stammt aus dem Unteren Muschelkalk und gehört zu der Aufrichtungszone entlang des nördlichen Randes des Harzes. Im ehemaligen Kalksteinbruch Bückeberg sind die steilgestellten und teilweise überkippten Schichten des Muschelkalkes gut zu erkennen. Dort kann eines der vollständigen zusammenhängenden Muschelkalkprofile in Mitteldeutschland besichtigt werden.

### Klima
|                        | Jan | Feb | Mär | Apr | Mai  | Jun  | Jul  | Aug  | Sep  | Okt | Nov | Dez |   |     |
| Mittl. Temperatur (°C) | 0,3 | 0,6 | 3,7 | 7,6 | 12,5 | 15,8 | 17,3 | 16,8 | 13,7 | 9,6 | 4,8 | 1,5 | ⌀ | 8,7 |
|                        |     |     |     |     |      |      |      |      |      |     |     |     |   |     |
| Niederschlag (mm)      | 37  | 33  | 44  | 45  | 62   | 66   | 50   | 57   | 36   | 33  | 41  | 41  | Σ | 545 |
|                        |     |     |     |     |      |      |      |      |      |     |     |     |   |     |
| Sonnenstunden (h/d)    | 1,8 | 2,4 | 3,5 | 4,8 | 6,2  | 6,2  | 6,1  | 6,0  | 4,5  | 3,3 | 1,7 | 1,6 | ⌀ | 4   |

|  |

|  |

|  |

|  |

|  |

|  |

|  |

|  |

|  |

|  |

|  |

|  |

|  |

|  |

|  |

|  |

|  |

|  |

|  |

|  |

|  |

|  |

|  |

|  |

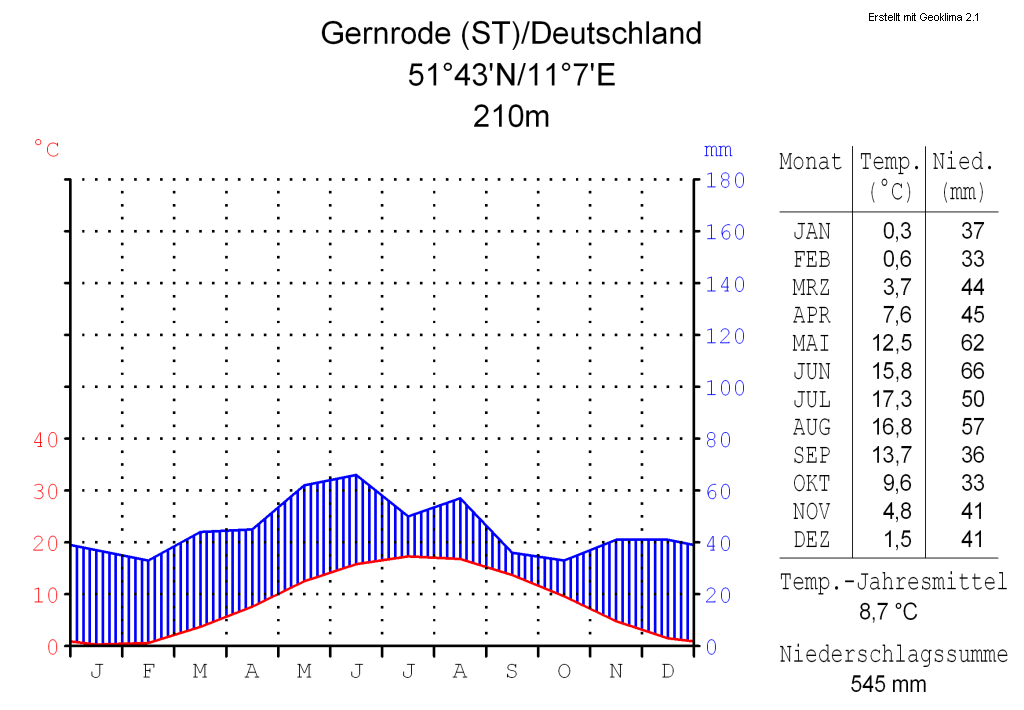
Klimadiagramm von Gernrode

Die durchschnittliche Jahrestemperatur in Gernrode beträgt 8,7 °C. Die wärmsten Monate sind Juli und August mit durchschnittlich 17,3 beziehungsweise 16,8 °C und die kältesten Januar und Februar mit 0,3 beziehungsweise 0,6 °C im Mittel. Der meiste Niederschlag fällt im Juni mit durchschnittlich 66 Millimeter, der geringste im Februar und im Oktober mit durchschnittlich 33 Millimeter.
Der Harz liegt als Hindernis in der von Südwesten kommenden Westwinddrift. Durch den Brocken mit 1141,1 m ü. NN werden die Luftmassen zum Aufsteigen gezwungen und regnen sich dabei ab. Die nordöstliche Seite liegt dabei im Regenschatten des Harzes. In diesem Gebiet befindet sich der Ort Gernrode mit sehr geringen Jahresniederschlägen von nur 545 Millimetern. Da die Monate Dezember, Januar und Februar absolut die niedrigsten Niederschlagswerte besitzen und die stark abnehmende Tendenz bereits im Spätherbst beginnt, kann von einer Wintertrockenheit gesprochen werden.

### Ortsgliederung
Der Ort gliedert sich in den Stiftsbesitz mit dem Bereich um die Stiftskirche und die am 17. Juli 961 in einer Urkunde von König Otto I. erstmals erwähnte Altstadt, östlich davon im Bereich um die ehemalige Marktkirche St. Stephanus und das Rathaus.
Ausgehend von diesem mittelalterlichen Kern wurde am Übergang vom 19. zum 20. Jahrhundert ein Gürtel aus Villen im Jugendstil gebaut. Seit 1990 entstanden das Neubaugebiet Osterfeld und das Gewerbegebiet auf den Steinen.
Zur Stadt Gernrode gehören die Ortsteile Gernrode, Haferfeld und das Sternhaus.

## Geschichte

### Im Schatten der Stiftskirche bis zur Reformation

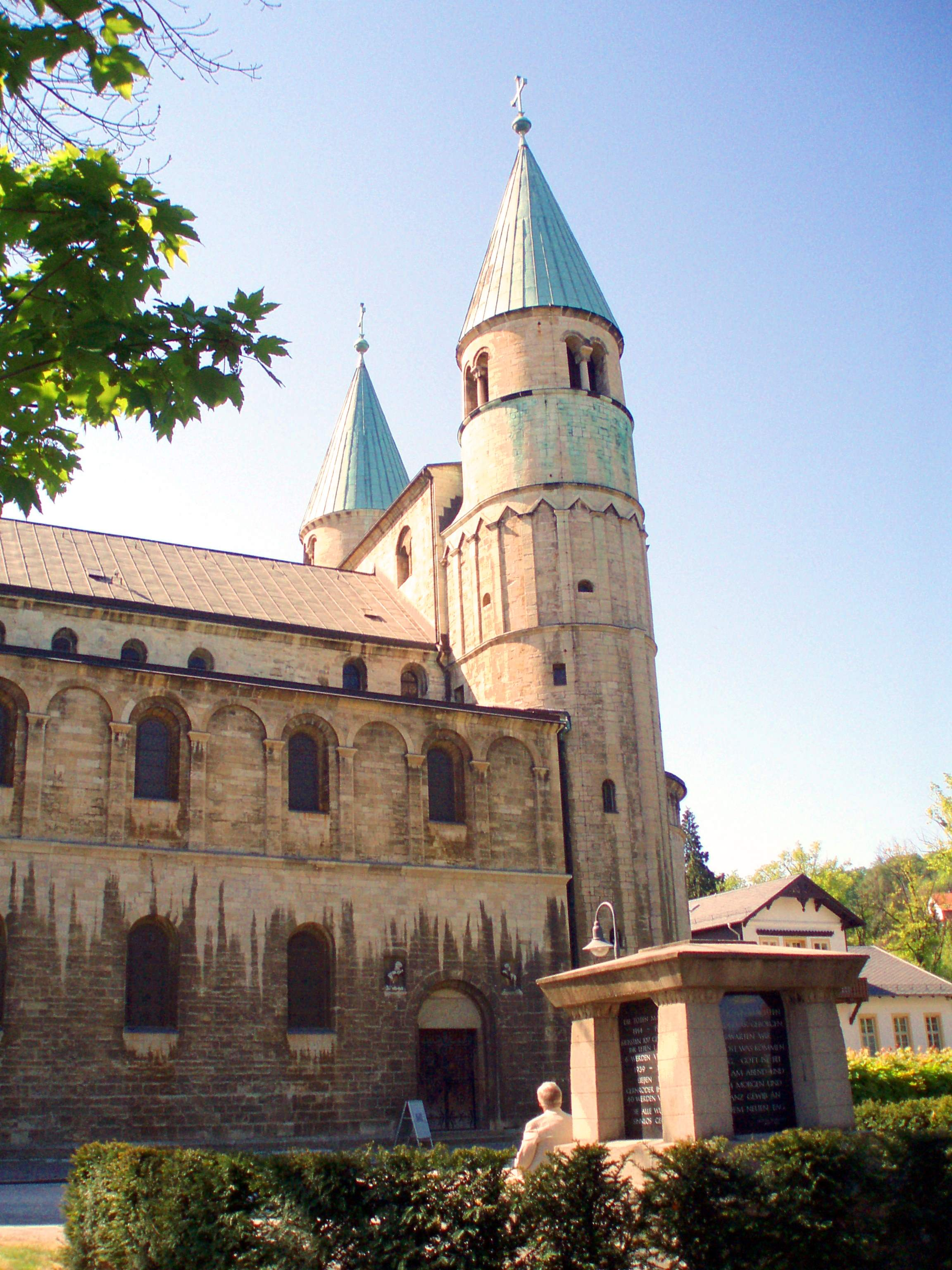
Stiftskirche Gernrode

Im Jahr 959 gründete Markgraf Gero in seiner Burg Geronisroth ein Damenstift und setzte seine Schwiegertochter Hathui als Äbtissin ein. Die Stiftung wurde am 17. Juli 961 von König Otto I. bestätigt.
Seine Nachfolger erteilten dem Kapitel in Urkunden die Freiheit, eine Äbtissin zu wählen und einen Schutzvogt nach dem Bedürfnis des Stifts anzunehmen. Gernrode lag im Sprengel des Bistums Halberstadt, unterstand aber unmittelbar dem Papst und dem Kaiser. Das Stift entwickelte sich zu einem wichtigen ottonischen und salischen Zentrum und war den Reichsabteien gleichgestellt. Kaiser Heinrich V. weilte zu Besuch in Gernrode und Kaiser Friedrich Barbarossa hielt 1188 hier einen Hoftag ab.
In der Bestätigungsurkunde von 961 wird erstmals ein Ort Rode erwähnt, der sich neben dem Stift und der Burg Geronisroth befand. Der Ort Geronrod ist nach der Endung -rode als Rodungsdorf entstanden. Seit 1700 hat sich als Name der Stadt Gernrode durchgesetzt. Die Äbtissinnen hatten die Hoheit über das Dorf Gernrode. Der Äbtissin stand bei der Erfüllung ihrer Aufgaben ein Schutzvogt zur Seite; dieser hatte die Abtei vor Angriffen zu schützen und übte die weltliche Gerichtsbarkeit über das Stift und die hohe Gerichtsbarkeit über den Ort Gernrode aus. Im Jahre 1149 wurde Albrecht der Bär aus dem Hause der Askanier der Schutzvogt des Stiftes. Von da ab bis zum Ende der Abtei 1616 stellten die Askanier meistens den Schutzvogt der Abtei.

### Stadtgründung der Renaissance

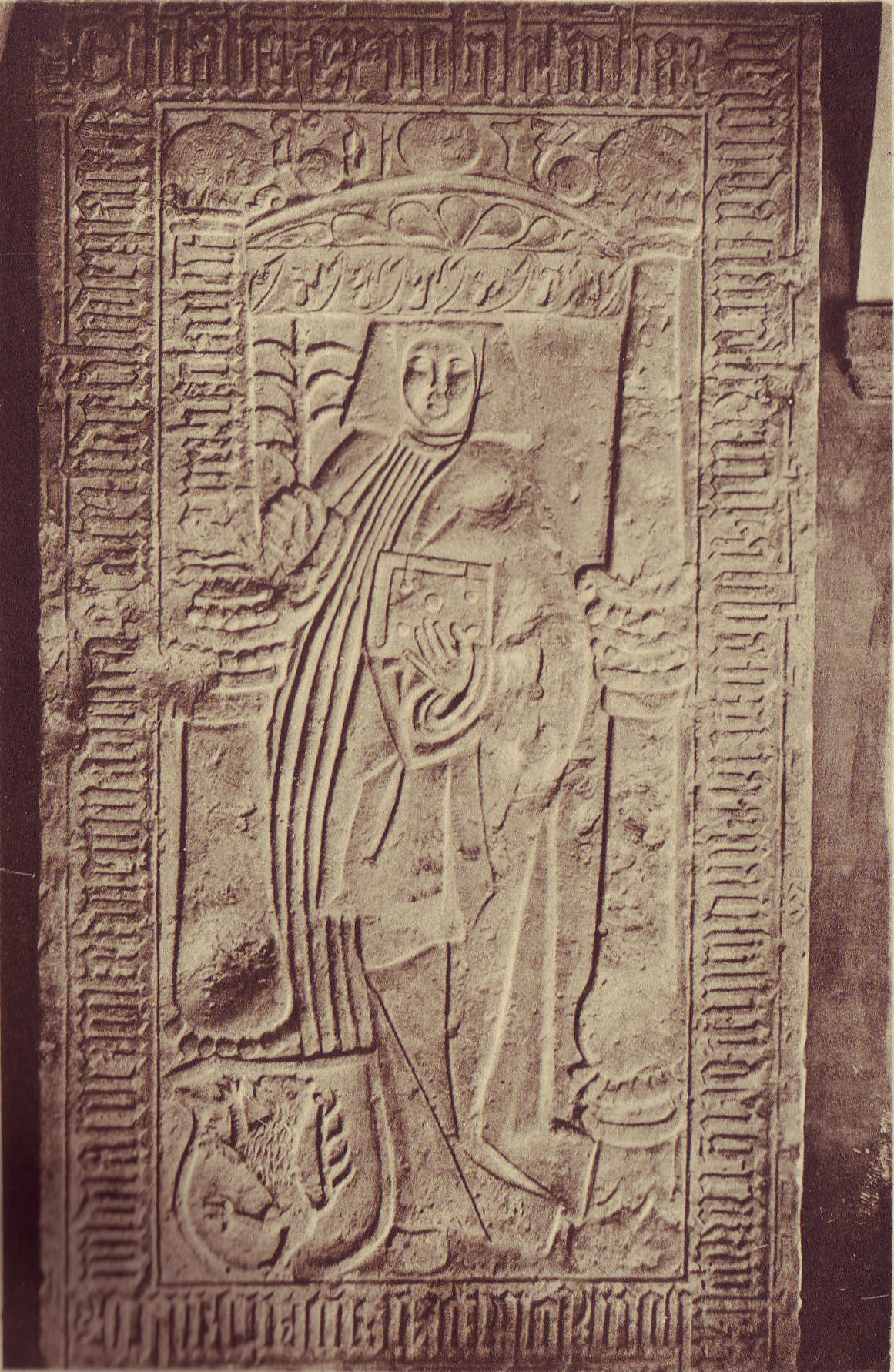
Grabplatte der Elisabeth von Weida

1533 wurde in Gernrode das erste Schulgebäude auf Geheiß der Äbtissin Anna von Plauen erbaut und aus Mitteln der Abtei unterhalten. Die Idee einer Schulgründung geht auf ihre 1532 verstorbene Vorgängerin Elisabeth von Weida zurück. Eine Schrift Luthers von 1524 hatte sie offenbar bewogen, den Bau einer Schule zu veranlassen, denn Luther verlangte, dass für das gemeine Volk Schulen zu errichten seien. Anna von Plauen und ihre Nachfolgerin Anna von Kitlitz führten die Schulpolitik fort und unterhielten Beziehungen zur Universität Wittenberg. An der Schule wurden Kinder unabhängig vom Stand ihrer Familie gleichermaßen unterrichtet. Es wird davon ausgegangen, dass es die wahrscheinlich älteste protestantische Elementarschule in Deutschland war. Noch bis 1847 fand in den Schulräumen Unterricht statt.
Die Äbtissin Anna von Plauen verlieh dem Ort 1539 das Recht, ein Siegel und ein Wappen zu führen. Eine ausdrückliche Verleihung des Stadtrechtes hingegen scheint nie erfolgt zu sein. Zumeist wird jedoch dieses Jahr als Termin der Stadtgründung angesehen. So gratulierte der anhaltische Städtelandtag, in dem Gernrode Sitz und Stimme hatte, 1939 zum 400. Jahrestag der Verleihung des Stadtrechtes.
Aufgrund seiner geringen Bedeutung blieb Gernrode immer Marktflecken, der Ort bzw. der Markt waren nicht ummauert. Noch im 17. und 18. Jahrhundert wird Gernrode in Urkunden als Flecken und ganz selten als Stadt bezeichnet.
Bei der 1603 erfolgten Teilung Anhalts in vier Fürstentümer wurden das Stift und die Stadt den Senioratsgütern zugewiesen. Die Verwaltung und Regierung des ehemaligen reichsunmittelbaren Stiftes lag nun in den Händen des jeweiligen Seniors der anhaltischen Fürsten. Die Rechtsnachfolge wurde 1728 durch Kaiser Karl VI. endgültig dem anhaltischen Fürstenhaus übertragen. Im Jahr 1802 erfolgte durch Franz II. die letztmalige Belehnung.

### Unter den Anhaltinern vom 17.bis 19.Jahrhundert

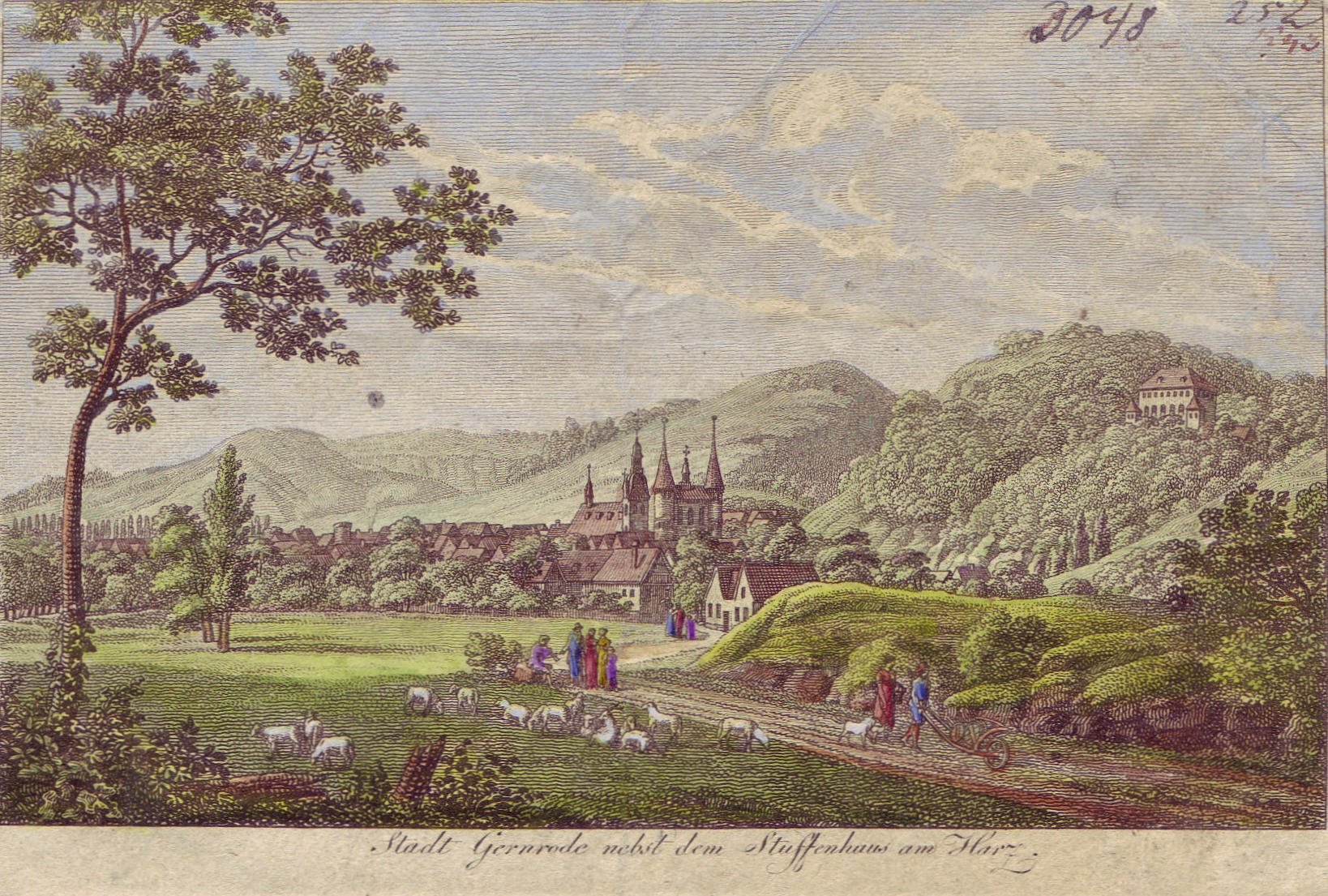
Ortsansicht um 1800

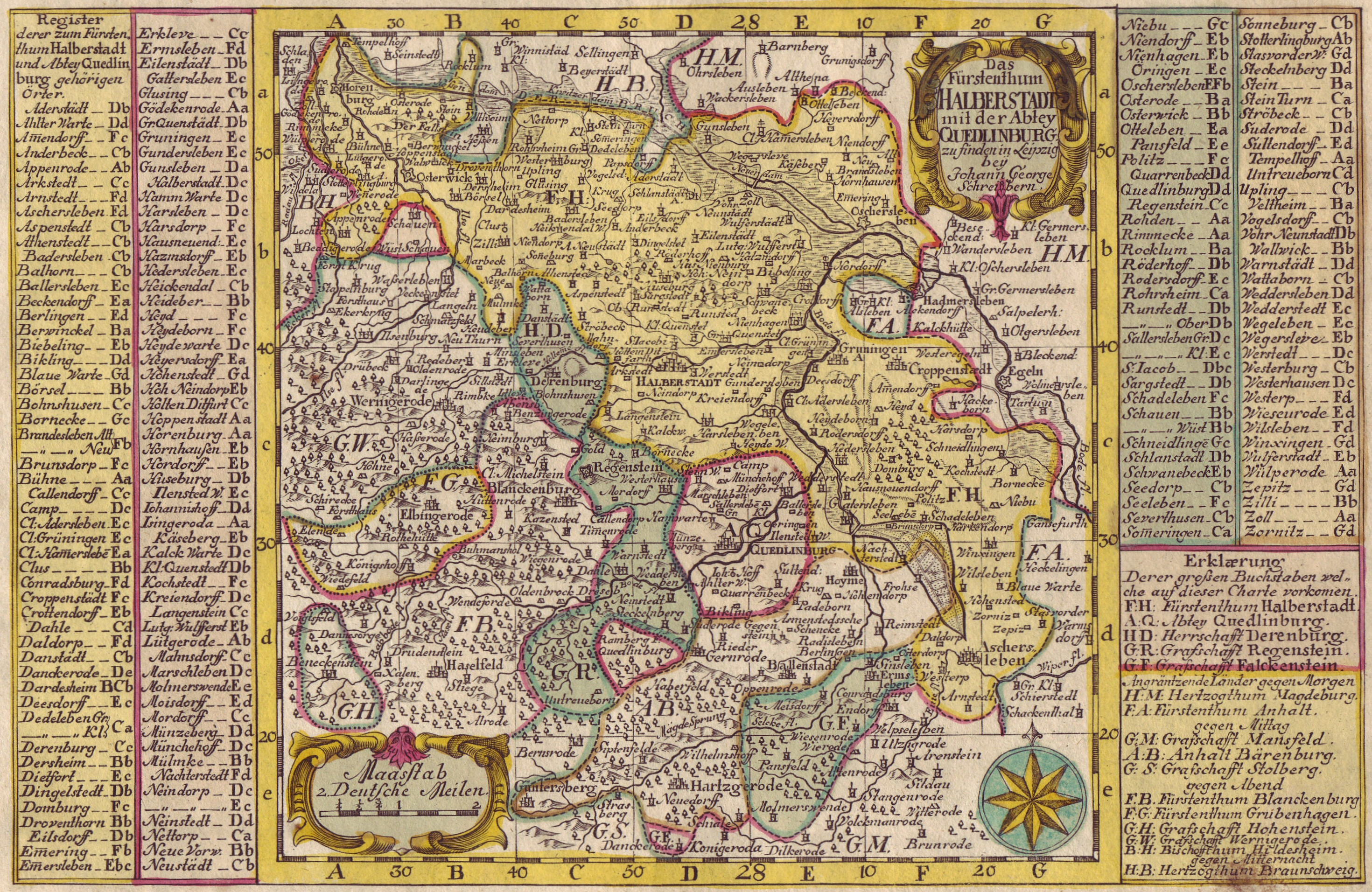
Umgebung von Gernrode im Jahre 1750 gezeichnet von Johann George Schreiber

Als 1669 die Senioratsgüter aufgeteilt wurden, fiel der nördliche Teil des ehemaligen Stiftsgebietes mit Großalsleben und Alikendorf an Anhalt-Dessau. Die am Harz gelegenen Gebiete erhielt Anhalt-Bernburg. Die Stadt Gernrode kam an eine Nebenlinie der Anhalt-Bernburger zu Anhalt-Harzgerode. Ab 1709 gehörte die Stadt Gernrode zum Fürstentum Anhalt-Bernburg.
1806 wurde das Fürstentum Anhalt-Bernburg zum Herzogtum erhoben. Nach dem Erlöschen des Herzogtums kam es im Jahr 1863 zusammen mit dem Herzogtum Anhalt-Dessau zum Herzogtum Anhalt mit der Landeshauptstadt Dessau. Das Fürstentum Anhalt-Bernburg gliederte sich im 18. Jahrhundert in zwei Hauptgebiete – das Land Bernburg sowie das Gebiet im Vorharz. Das anhaltische Gebiet im Vorharz bestand aus den fünf Justizämtern Ballenstedt, Gernrode, Güntersberge, Harzgerode, Hoym. Das Amt Gernrode grenzte dabei im Norden und Westen an Preußen, Sitz des Amtes Gernrode war um 1739 der Fürstliche Amtshof. Das Gebäude befand sich westlich der Stiftskirche, vermutlich handelte es sich um den ehemaligen Äbtissinnen-Palas. Im frühen 18. Jahrhundert wurden Gebiete im südlichen Teil des ehemaligen Stiftsbezirkes für gelegentliche Aufenthalte der Anhalter Fürsten benutzt, sie waren wahrscheinlich von der baulichen Ausstattung her für eine Hofhaltung geeignet. Daher wurde dieser Teil von der Bevölkerung bald „das Schloss“ genannt. Die noch an der erhaltenen Stiftsmauer befindliche Schlossallee erinnert daran. Ab 1721 wurde die Gemahlin des Fürsten Karl Friedrich, Wilhelmine Charlotte Reichsgräfin von Ballenstedt, die bürgerlicher Abstammung war, zusammen mit ihren Söhnen nach Gernrode verbannt. Die beiden Söhne trugen die Namen Friedrich und Carl Leopold. Friedrich starb 1758 in Gernrode, sein Bruder wurde General in Hessen-Kassel. Er starb dort 1769. Die Mutter der beiden war 1740 in Gernrode gestorben.
Der Stiftsbezirk wurde 1832 in eine Domäne umgewandelt, die Nutzung als landwirtschaftlicher Betrieb zog fast die Zerstörung der Stiftskirche und des Stiftsbezirkes nach sich. Die Domäne wurde 1858 zurückgekauft, ab dem Jahr 1859 wurde mit der Restaurierung der Kirche durch Ferdinand von Quast begonnen.
Von Bedeutung für die Stadt Gernrode war Fürst Victor Friedrich von Anhalt-Bernburg. Er regierte von 1721 bis 1765 als ein absolutistischer Herrscher. Er ließ sich in der Stadt ein Denkmal erbauen, als er 1754 auf dem Stubenberg anstelle einer Rasenbank ein Gästehaus errichten ließ. Später wurde dieses Gästehaus umgebaut und erweitert und als Hotel genutzt. Johann Wolfgang von Goethe weilte hier 1805 auf seiner vierten Harzreise. Der Fürst errichtete auch die Jagdhäuser „Sternhaus“ und „Viktorshöhe“.

### Erholungsort im 19.Jahrhundert

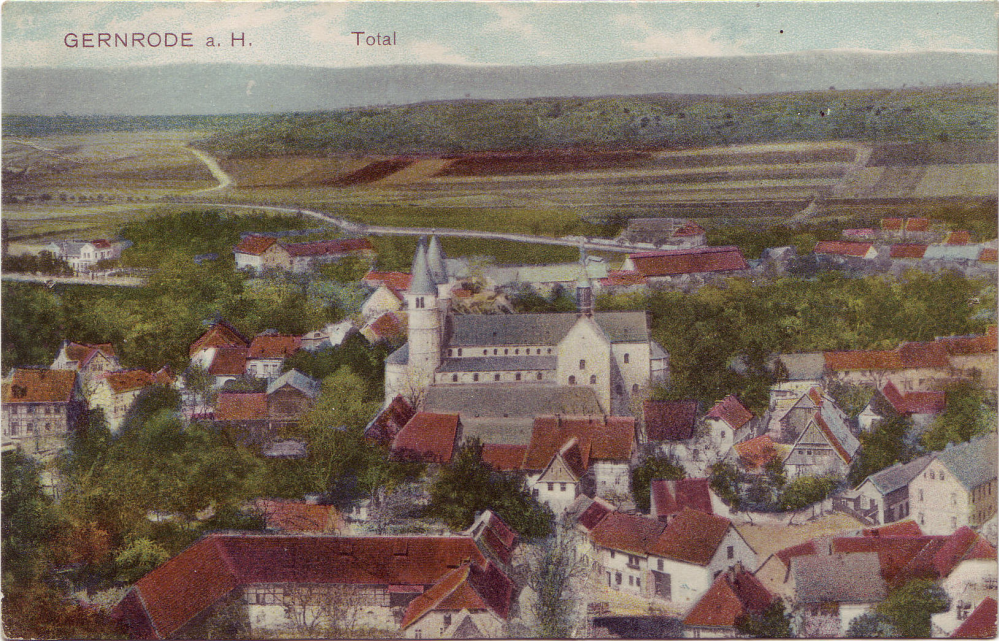
Stiftskirche und Umgebung um 1900

Um 1700 lebten in der Stadt etwa 1000 Einwohner. Mit dem beginnenden 19. Jahrhundert begann der Ort zu einem Erholungsort zu werden. Zu dieser Zeit besuchten Goethe und andere bekannte Personen wie Heinrich von Kleist und Wilhelm von Kügelgen Gernrode, besonders das Hotel auf dem Stubenberg.
Durch den Fremdenverkehr entwickelte sich Gernrode zu einer modernen Kleinstadt, denn für die Urlauber musste die Infrastruktur auf Grund der steigenden Ansprüche verbessert werden. Daneben wurde mit dem Bau von Villen und Fabriken begonnen. Den Gästen standen zur damaligen Zeit drei Badeanstalten zur Verfügung, der Osterteich, das Schraderbad und das nach dem Wünschelrutengänger Otto Edler von Graeve benannte Ottobad. Die Verkehrsanbindung wurde in dieser Zeit verbessert, so wurde 1885 die Eisenbahnstrecke Quedlinburg – Aschersleben und im Jahr 1887 die Selketalbahn durch die damalige Gernrode-Harzgeroder Eisenbahn-Gesellschaft eröffnet.

### Zwischenkriegszeit
Die Nachkriegsjahre ab 1918 brachten für Gernrode schwere Zeiten, Hunger und Entbehrung. Der Inflation zu Beginn der Weimarer Republik versuchten die Behörden in Gernrode  durch die Ausgabe von Gutscheinen Herr zu werden.

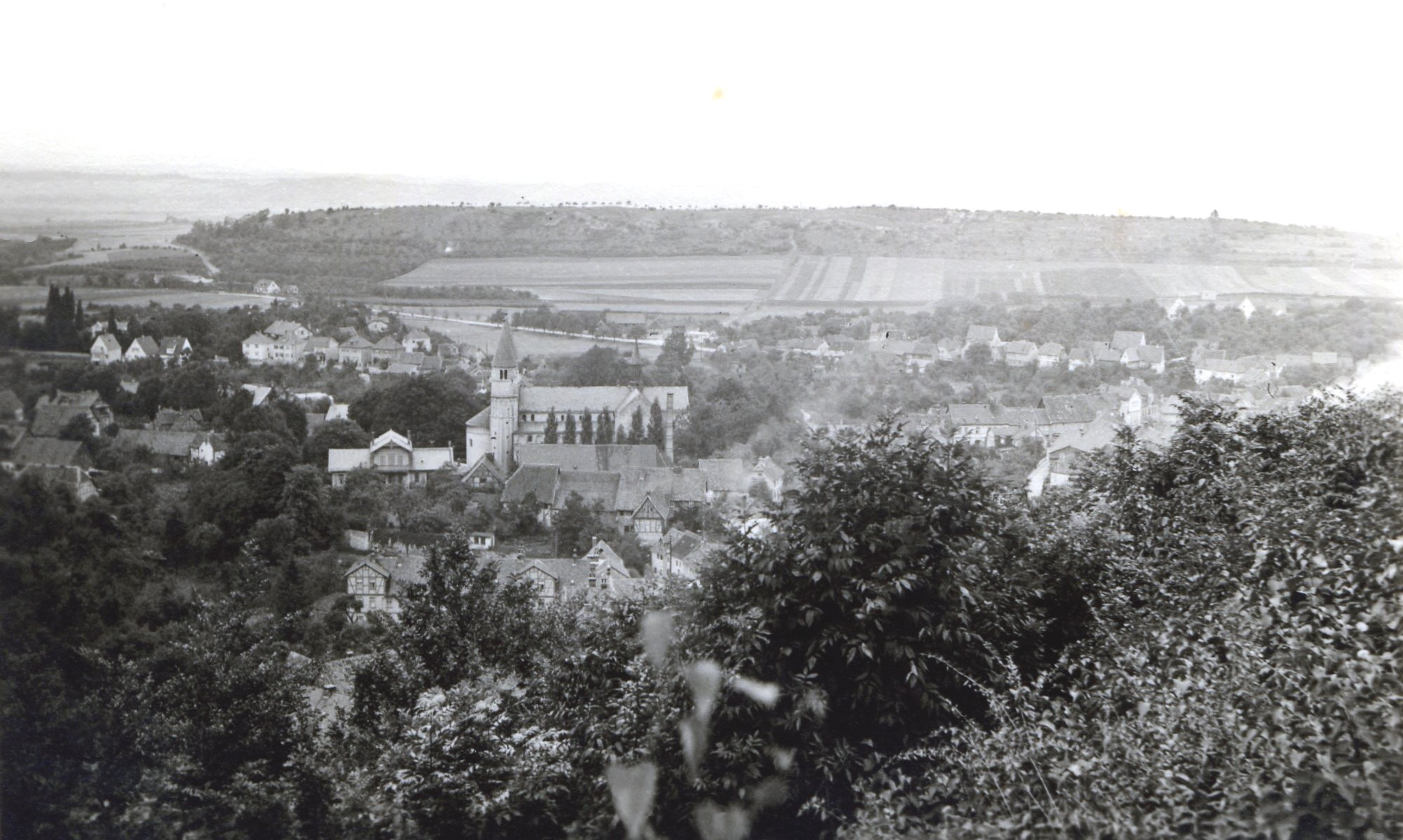
Blick vom Stubenberghaus auf Gernrode, 1940

In der Zeit des Nationalsozialismus von 1933 bis 1945 unterstand das Land Anhalt zusammen mit dem Land Braunschweig einem Reichsstatthalter mit besonderen Befugnissen. Das Land Anhalt bildete in dieser Zeit zusammen mit Teilen der ehemaligen preußischen Provinz Sachsen den Gau Magdeburg-Anhalt. Während dieser Zeit gab es in Gernrode eine Schule des Bundes Deutscher Mädel (BDM) in einer Villa aus der Gründerzeit.
Während des Zweiten Weltkrieges mussten 178 Frauen und Männer verschiedener Nationalität, überwiegend Polen, in rüstungswichtigen Betrieben Zwangsarbeit verrichten. Die Junkers Flugzeug- und Motorenwerke verlagerten ihre Konstruktionsabteilung mit etwa 80 Mitarbeitern von Dessau in das bei Gernrode gelegene ehemalige Pensionat Haus Hagental. Der Krieg brachte für Gernrode schwere Einbrüche in der Entwicklung, es waren zahlreiche Gefallene, Verwundete und Verletzte zu beklagen. Am Ende des Krieges gab es einen beträchtlichen Zustrom an Flüchtlingen und Übersiedlern – die Einwohnerzahl überstieg in dieser Zeit die Zahl von 6000. Alle freien Betten der Stadt wurden zur Unterbringung genutzt.
Am 19. April 1945 wurde Gernrode kampflos von US-amerikanischen Truppen besetzt, diese machten den Stubenberg zu ihrem Hauptquartier. Sie setzten am 1. Mai 1945 Dietrich Wilde aus Suderode als neuen Bürgermeister ein. Gemäß der in der Moskauer Deklaration getroffenen Einigung über die Aufteilung Deutschlands rückten nach Abzug der amerikanischen Besatzung am 30. Juni 1945 sowjetische Truppen ein. 

### FDGB-Urlaubsort und Industrieansiedlungen in der DDR
Nach der Gründung der DDR 1949 wurde 1952 eine Verwaltungsreform durchgeführt. Die Hauptteile des 1947 gegründeten Landes Sachsen-Anhalt wurden auf die Bezirke Magdeburg und Halle aufgeteilt. Die Stadt Gernrode kam zusammen mit dem Landkreis Quedlinburg zum Bezirk Halle.

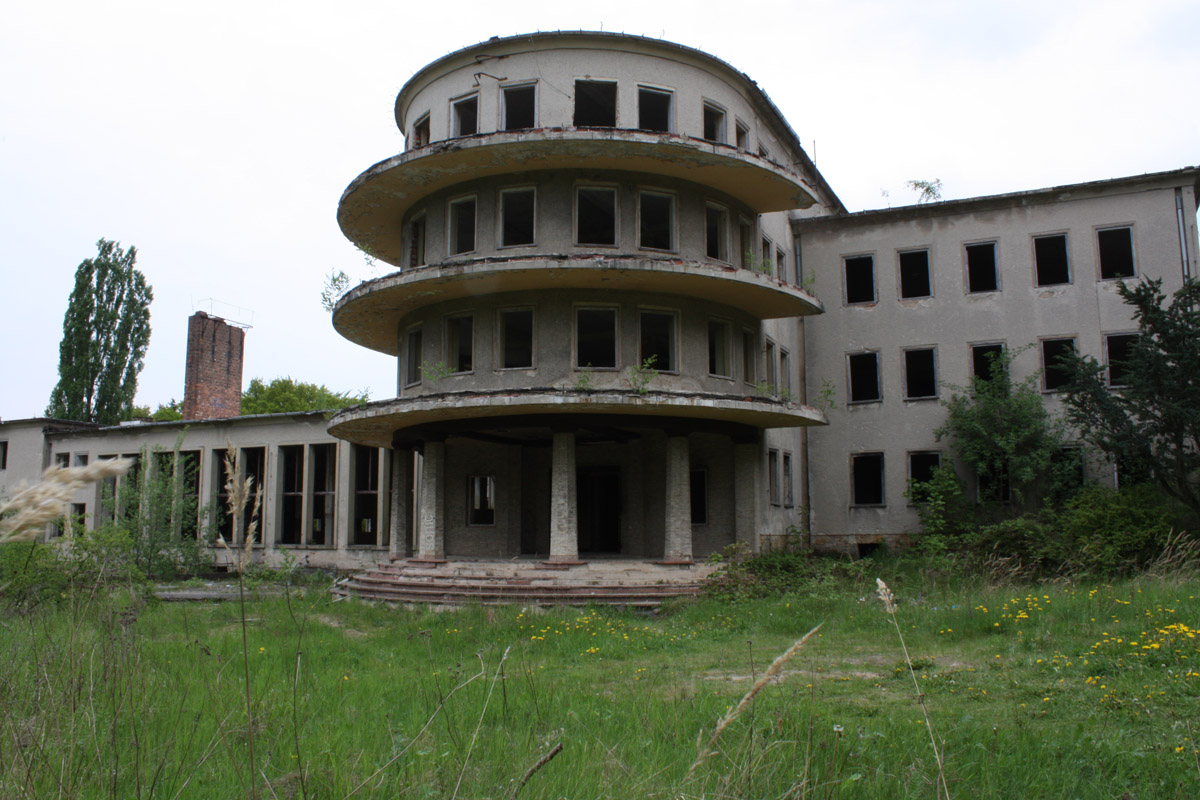
Ruine des FDGB-Ferienheims „Fritz Heckert“ 2009

In Gernrode wurde mit dem Aufbau des FDGB-Feriendienstes begonnen, was zu rasch steigenden Übernachtungszahlen aufgrund der eingeschränkten Reisemöglichkeit in der DDR führte. Das Hotel Stubenberg wurde 1948 eines der ersten FDGB-Ferienheime. Im Jahr 1952 begann der Bau des Ferienheimes Fritz Heckert, des ersten neu gebauten Ferienheims der Gewerkschaft. Daneben gab es das Ferienheim Freundschaft, ein ehemaliges Töchterheim, das nach einem Großbrand im Jahr 2012 abgerissen werden musste.

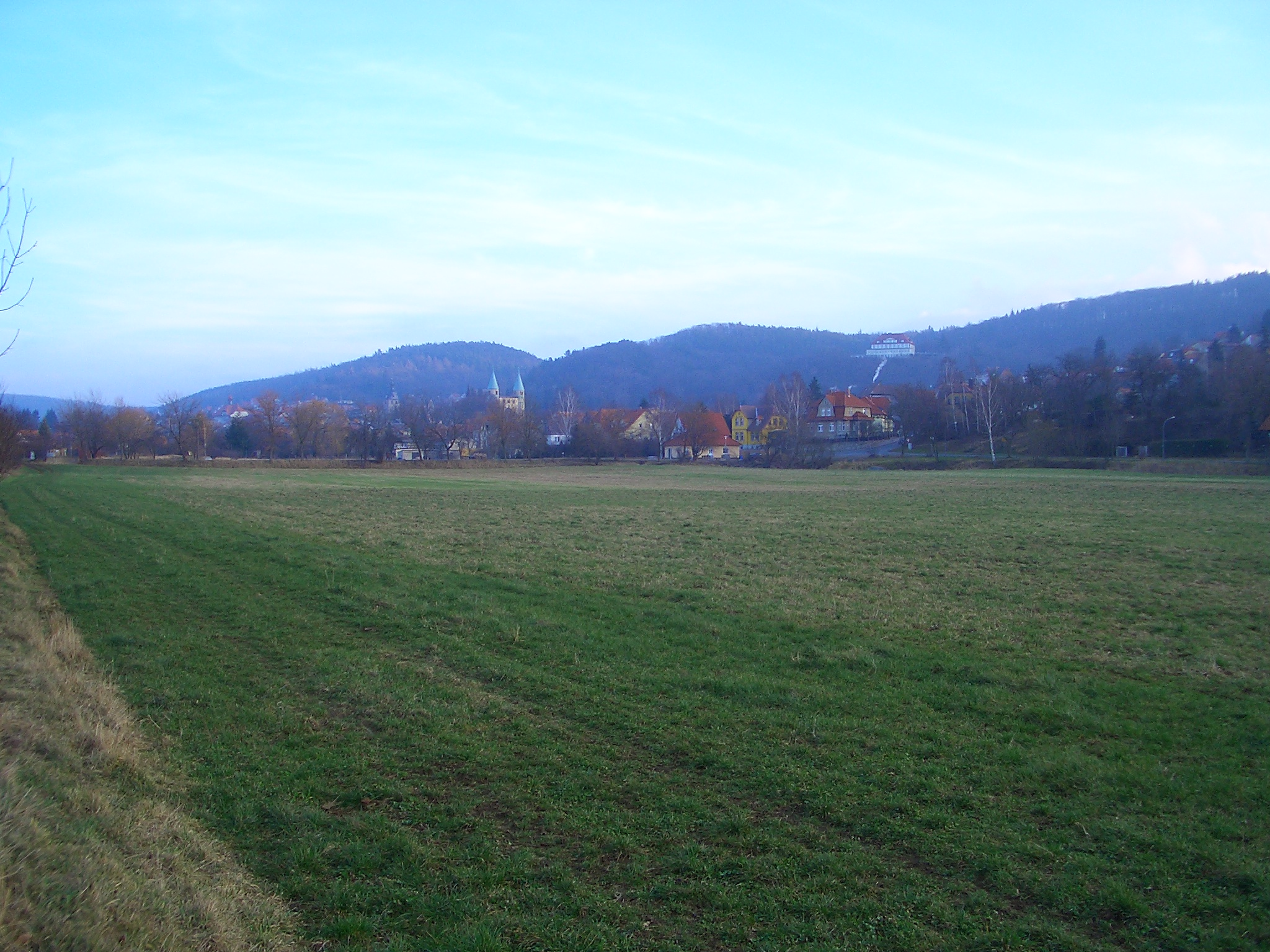
Ortsansicht von Gernrode

1961 wurde in Gernrode die 1000-Jahr-Feier festlich begangen und 1989 die Verleihung des Stadtrechtes vor 450 Jahren gefeiert.
Obwohl der Tourismus dominierte, siedelten sich Industriebetriebe an. So wurde 1960 der VEB Harzer Uhren gegründet, der aus einer enteigneten privaten Uhrmacherfirma hervorging. Der Betrieb begann 1969 mit der Produktion von Kuckucksuhren. Daneben gab es in Gernrode Betriebe zur Produktion von Polstermöbeln sowie zur Herstellung von Getränken und Spirituosen. In der Landwirtschaft wurden die Flächen der Bauern zu einer LPG (Zwangskollektivierung) zusammengefasst, die das ganze Spektrum vom Obstanbau über Viehzucht bis zum Ackerbau abdeckte. In Gernrode hatte es vor dem Krieg schon eine Baumschule Teickner gegeben. Diese wurde 1972 zusammen mit einer Baumschule in Blankenburg zum VEG Saatzucht, Baumschulen und Landschaftsgestaltung Gernrode zusammengeschlossen.

### Im wiedervereinigten Deutschland

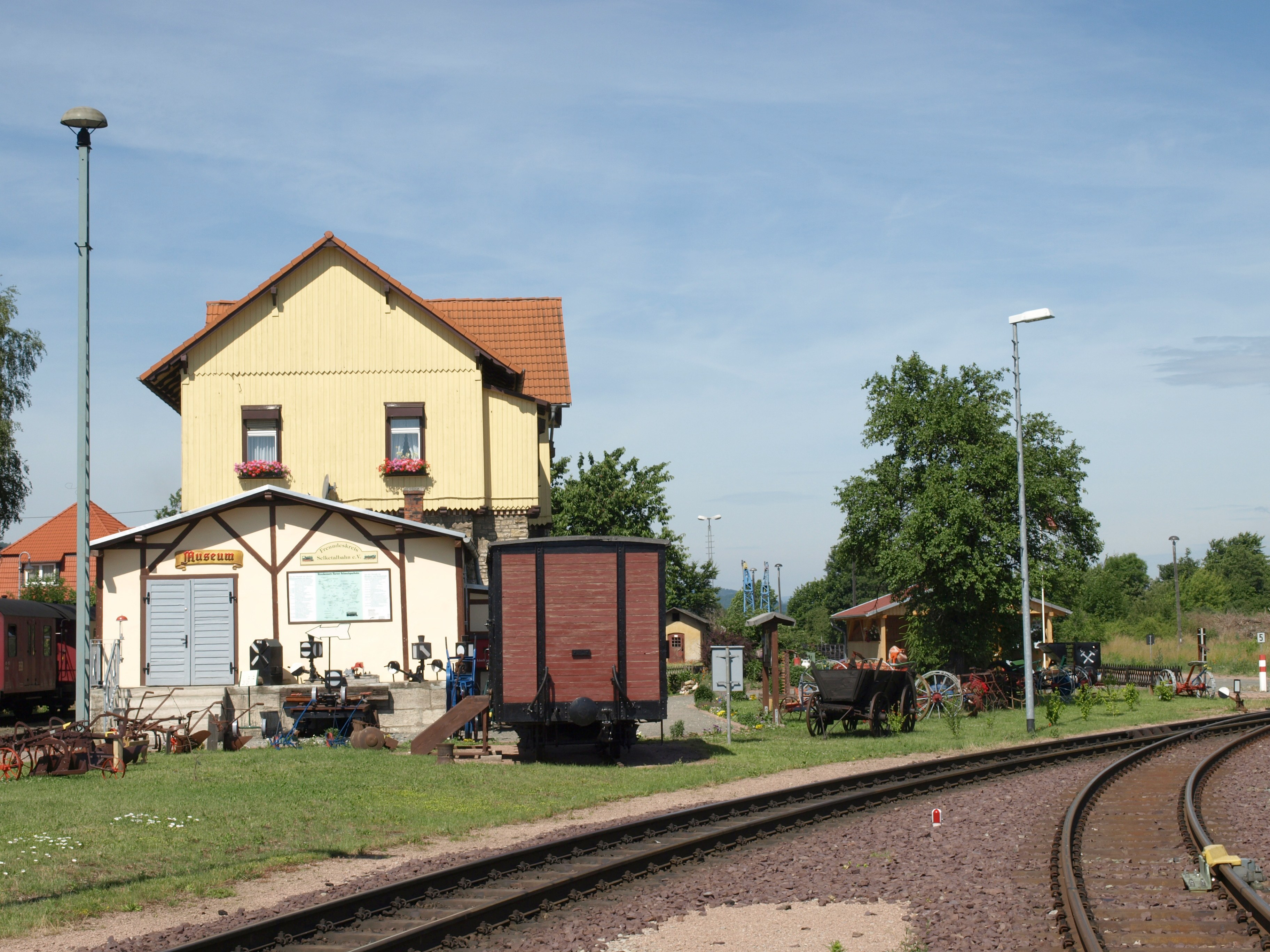
Bahnhof der Selketalbahn

Die Umwälzungen beim Niedergang der DDR im Herbst 1989 und die neuen Reisemöglichkeiten brachten das Ende des Feriendienstes der Gewerkschaften und der Ferienheime der meisten Betriebe und die Zahl der Urlauber ging deutlich zurück. Die ehemaligen Ferienheime wurden bis auf den „Stubenberg“ geschlossen. Nur einige der in Gernrode angesiedelten Betriebe überstanden die friedliche Revolution, und auch nur stark verkleinert. Mit dem Wegbleiben der Urlauber und der Schließung der Betriebe kam es zu einem starken Anstieg der Arbeitslosigkeit. Trotz etlicher Nutzungskonzepte für die ehemaligen Ferienheime stehen diese bisher leer, wie die Heime „Fritz-Heckert“ und „Freundschaft“. Sie sind stark verfallen und müssen wahrscheinlich abgerissen werden. Der „Stubenberg“ konnte 1992 an einen privaten Investor verkauft werden und wurde als Hotel wiedereröffnet.
Die Stadt war seit dem 1. Januar 1994 Teil und Sitz der Verwaltungsgemeinschaft Gernrode/Harz. Zu ihr gehörten neben der Stadt Gernrode die Gemeinden Rieder und Bad Suderode.
Der zu DDR-Zeiten verliehene Titel Klimatischer Luftkurort wurde nach 1990 nicht mehr bestätigt.
Zahlreiche Sanierungen der alten Bausubstanz konnten nach Überwindung der DDR-Mangelwirtschaft erfolgreich durchgeführt werden. Die Arbeitslosigkeit hat sich im Zeitraum 2009–2019 deutlich reduziert und der Tourismus verzeichnet zunehmende Übernachtungszahlen.
Seit dem 4. März 2006 besteht wieder eine Schienenverbindung nach Quedlinburg, nachdem der Personenschienenverkehrauf der Strecke Frose–Quedlinburg durch einen Stellwerksbrand in Ballenstedt am 31. Januar 2004 zeitweilig eingestellt worden war. Die schmalspurige Selketalbahn wurde verlängert und am 26. Juni 2006 anlässlich des Harzfestes in Gernrode der Betrieb aufgenommen.
Mit der am 1. Juli 2007 in Sachsen-Anhalt in Kraft getretenen neuen Kreisgebietsstruktur gehört Gernrode zum neuen Landkreis Harz. In der Folgezeit wurde mit der Gemeindegebietsreform begonnen, größere Verwaltungseinheiten herzustellen. Die Stadt Gernrode wurde per Gesetz zum 1. Januar 2011 in die Stadt Quedlinburg zwangseingemeindet und verlor dadurch ihre politische Selbstständigkeit. Sie gehörte bis zu ihrer Auflösung der Verwaltungsgemeinschaft Gernrode/Harz an, die ihren Verwaltungssitz in der Stadt gehabt hatte. Eine Klage gegen die Zwangseingemeindung wurde am 19. Februar 2013 wegen eines Formfehlers im Anhörungsverfahren positiv beschieden und somit die Eingemeindung rückgängig gemacht. Dadurch konnten Gernrode, Bad Suderode und Rieder ihre Selbständigkeit zunächst zurückgewinnen. Rieder wurde jedoch am 1. Dezember 2013 auf freiwilliger Basis nach Ballenstedt eingemeindet, Gernrode und Bad Suderode per Gesetz zum 1. Januar 2014 erneut nach Quedlinburg. Mit Beschluss des Stadtrates Quedlinburg und der Genehmigung des Landkreises Harz vom 21. Oktober 2014 darf Gernrode sich wie vor der Eingemeindung wieder „Stadt“ nennen, bleibt dabei jedoch rechtlich weiterhin eine Ortschaft der Stadt Quedlinburg. Grundlage hierfür ist das neue Kommunalverfassungsgesetz des Landes Sachsen-Anhalt, das am 1. Juli 2014 in Kraft getreten ist und in § 14 (2) den Gemeinden die Möglichkeit gibt, den Ortsteilen, die vor der Eingemeindung Städte waren, diese Bezeichnung zuzuerkennen.

## Einwohnerentwicklung

Einwohnerentwicklung von Gernrode von 1811 bis 2012

Auf Grund der Lage von Gernrode abseits der Handelswege ist sein Markt nie über eine örtliche Bedeutung hinausgegangen. Die Einwohnerzahl begann erst im 19. Jahrhundert mit der Industrialisierung und dem Beginn des Fremdenverkehrs zu wachsen. Sie erreichte ihren größten Wert 1945, als sie durch Kriegsflüchtlinge auf circa 6000 Personen anwuchs. Danach sank sie bis 1989 kontinuierlich ab und lag bei 4600. Seit der Grenzöffnung 1989/1990 nahm die Zahl der Einwohner durch Wegzug wegen hoher Arbeitslosigkeit und des Geburtenrückgangs erheblich ab. Am 31. Dezember 2020 betrug die amtliche Einwohnerzahl für Gernrode nach den Daten des Statistischen Landesamtes Sachsen-Anhalt 3394.
| Jahr | Einwohner |
| ---- | --------- |
| 1811 | 1700      |
| 1875 | 2270      |
| 1880 | 2444      |
| 1905 | 3165      |
| 1910 | 3327      |
| 1925 | 3827      |
| 1933 | 4058      |
| 1939 | 4457      |

| Jahr | Einwohner |
| ---- | --------- |
| 1989 | 4600      |
| 2003 | 3959      |
| 2007 | 3824      |
| 2012 | 3533      |
| 2020 | 3394      |

### Altersstruktur
Die folgende Übersicht zeigt die Altersstruktur vom 31. Dezember 2008. Einige Zahlen spiegeln drei Jahrgänge, andere über 15 Jahrgänge wider.
| Alter von – bis   | 0–16 | 16–18 | 18–25 | 25–35 | 35–45 | 45–60 | Über 69 | Gesamt |
| ----------------- | ---- | ----- | ----- | ----- | ----- | ----- | ------- | ------ |
| Einwohnerzahl     | 413  | 58    | 322   | 316   | 565   | 940   | 1151    | 3765   |
| Anteil in Prozent | 11,0 | 1,5   | 8,5   | 8,4   | 15,0  | 25,0  | 30,6    | 100,0  |

### Bevölkerungsprognose
Die Daten zur Entwicklung der Einwohnerzahl im Gebiet der ehemaligen Stadt Gernrode stammen vom Statistischen Landesamt Sachsen-Anhalt (Stand September 2009). Für Gernrode wird ein Absinken der Bevölkerung zwischen 2008 und 2025 um 20,5 Prozent (771 Personen) vorausgesagt.

Nebenstehende Prognose im Vergl. zu der realen Entw. seit 1990

Prognose der absoluten Bevölkerungsentwicklung von 2008 bis 2025 für Gernrode (Hauptwohnsitze):
| Datum     | 2008 | 2010 | 2015 | 2020 | 2025 |
| --------- | ---- | ---- | ---- | ---- | ---- |
| Einwohner | 3765 | 3672 | 3461 | 3237 | 2994 |

## Politik

Altes Rathaus von Gernrode, 1914 abgebrochen

### Liste der Bürgermeister seit 1800
| - 1802–1805 Andreas Ernst Monax - 1806–1821 Andreas Ernst Reuthe - 1822–1823 J. Carl Moldenhauer - 1824–1862 Leopold Sobbe - 1863–1875 Friedrich Franke - 1876–1905 Friedrich Könnemann - 1906–1933 Gustav Schröder - 1933–1945 Ewald Buslau - 1945 Dietrich Wilde | - 1945–1954 Otto Friemel (KPD/SED) - 1955–1975 Hans Soldin - 1976–1979 Hartmut Wald - 1979–1985 Jürgen Clemens - 1985–1990 Margit Frömling - 1990–1994 Wolfgang Schneider - 1994–2008 Werner Grundmann - 2008–Juni 2015 Detlef Kunze - seit Juli 2015 Manfred Kaßebaum |

### Ehemaliger Stadtrat

Sitzverteilung im Gernröder Stadtrat

Etwa seit dem Jahr 1250 gibt es den Rat als regelmäßig tagende Stadtbehörde. Dem Rat standen zunächst zwei, später drei Bürgermeister vor. Er setzte sich aus drei Ratsabteilungen oder Mitteln zusammen, die sich in der Führung der Gemeindegeschäfte jährlich ablösten. Jede bestand aus einem Bürgermeister, einem Stadtkämmerer und zwei Ratsherren, insgesamt aus zwölf Personen, von denen jeweils vier den Sitzenden Rat bildeten. Bis zum 19. Jahrhundert gab es drei Bürgermeister, die sich abwechselten. Dann wurde das Amt auf eine Person beschränkt.
Als Vertretung der Bürger gab es bis zum 31. Dezember 2013 eine Stadtvertretung, die in Gernrode die Bezeichnung Stadtrat trug. Die Mitglieder der Bürgerschaft werden von den Bürgern der Stadt auf fünf Jahre gewählt. Zum ehrenamtlichen Bürgermeister der Stadt wurde am 2. März 2008 nach einer Stichwahl gegen den Amtsvorgänger mit 60,4 Prozent der Stimmen Detlef Kunze (FDP) gewählt.
Seit der letzten Kommunalwahl am 7. Juni 2009 hatten in dem 16-köpfigen Stadtrat die CDU vier Sitze (25,6 %), die SPD einen Sitz (4,8 %), Die Linke zwei Sitze (9,1 %), die FDP drei Sitze (18,3 %), Wählergruppen sechs Sitze (42,2 %). Die Wahlbeteiligung lag bei 44,6 %.

### Partnerschaften
Gernrode unterhält seit dem 7. Oktober 1969 eine Partnerschaft mit der Gemeinde Bachant in Nordfrankreich und seit dem 3. Oktober 1990 mit der Stadt Walsrode in Niedersachsen.

### Religion
Der überwiegende Teil der Gernröder Bevölkerung gehört keiner Religionsgemeinschaft an. Es gibt eine evangelische Gemeinde, die katholische Gemeinde besteht nicht mehr. Etwa 10 bis 15 Prozent der Bevölkerung gehören der evangelischen Gemeinde an.
Die evangelische Kirchengemeinde St. Cyriakus (Gernrode mit der Stiftskirche St. Cyriakus und Rieder mit der Kirche Mariae Virginis) gehört zur Evangelischen Landeskirche Anhalts und dort zum Kirchenkreis Ballenstedt.
Die Bewohner römisch-katholischen Glaubens gehören zur katholischen Pfarrei Sankt Elisabeth in Ballenstedt, im Dekanat Halberstadt des Bistums Magdeburg. Im Zuge der Flucht und Vertreibung Deutscher aus Mittel- und Osteuropa 1945–1950 war die Zahl der Katholiken in Gernrode so stark angestiegen, dass es 1949 zur Gründung der Kuratie Gernrode kam. 1968 erwarb die Kuratie ein Grundstück an der Friedrich-Engels-Straße, auf dem ein Fertighaus mit einer Kapelle erbaut wurde, die am 13. September 1970 ihre Benediktion erhielt. Nachdem die Zahl der Katholiken wieder gesunken war, wurde die Kuratie Gernrode am 12. März 2004 wieder aufgelöst und der Pfarrei St. Elisabeth in Ballenstedt angeschlossen. Die Kapelle wurde am 19. Oktober 2007 profaniert.

## Kultur und Sehenswürdigkeiten

### Schul- und Stadtmuseum Gernrode

Elisabeth von Weida – führte im Stift Gernrode die Reformation ein

Das Museum befindet sich in der Alten Elementarschule Gernrode in der Nähe der Stiftskirche und wird vom Kulturverein Andreas Popperodt e. V. betrieben. Der Verein hat die Schule 1998 erworben, um sie vor dem Verfall zu retten. Im Vorgängerbau des heutigen Gebäudes war zeitweise die bereits 1533 gegründete protestantische Elementarschule untergebracht, sie gehört zu den ältesten protestantischen Elementarschulen in Deutschland. Auf den Fundamenten aus dem 15./16. Jahrhundert wurde im frühen 18. Jahrhundert ein neues Gebäude errichtet, seitdem ist das Haus unverändert geblieben und der alte Schulsaal ist original erhalten. Dieser befindet sich im Erdgeschoss des nördlichen Gebäudeteils, dort kann erlebt werden, wie der Unterricht vor 100 Jahren ausgesehen hat.
In den Räumen des Museums sind Ausstellungen zur Stadtgeschichte sowie eine umfangreiche Sammlung mit Mineralien des Harzes zu sehen.

### Kirchen

#### Stiftskirche St. Cyriacus
Die Stiftskirche St. Cyriakus ist einer der am besten erhaltenen ottonischen Sakralbauten in Deutschland.

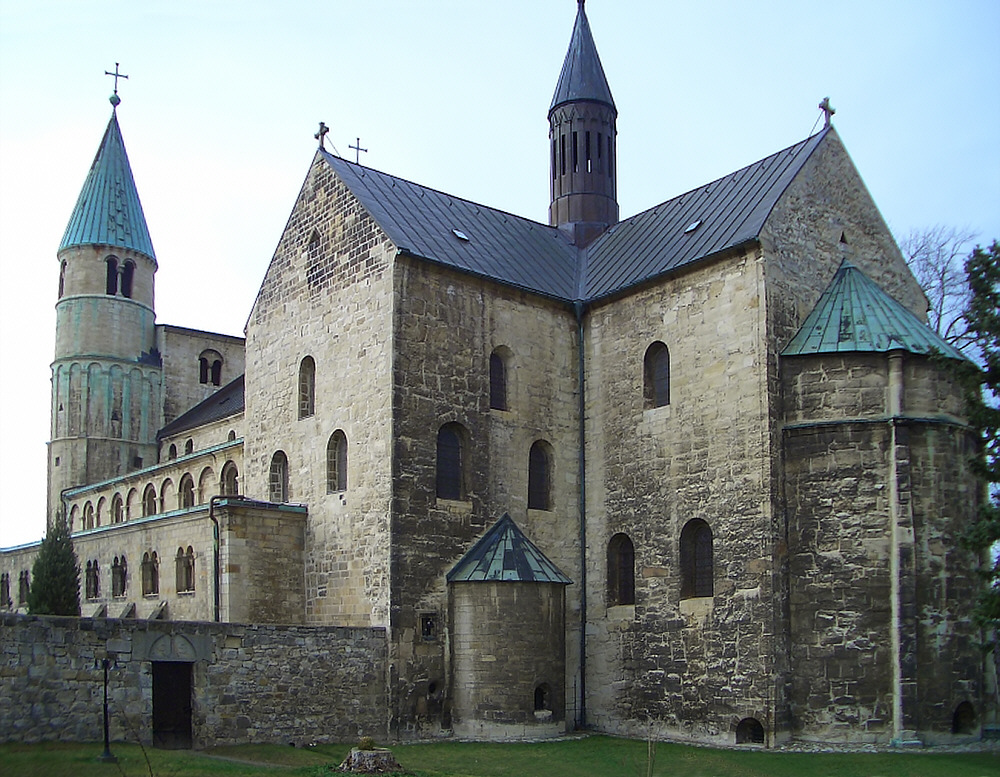
Stiftskirche St. Cyriakus

Die Kirche wurde erstmals 961 erwähnt. Sie befindet sich auf Grund der umfassenden Restaurierung unter Ferdinand von Quast von 1858 bis 1872 weitgehend wieder im Zustand des 10. Jahrhunderts. Der Sakralbau war die Stiftskirche eines Frauenstifts, das von Markgraf Gero gegründet worden war und im Jahr 1616 aufgelöst wurde. Die Kirche ist eine kreuzförmige, doppelchörige, dreischiffige Basilika mit einem westlichen Turmpaar sowie einer östlichen und einer westlichen Krypta. Es gab zwei wichtige Bauphasen: Die erste war in der zweiten Hälfte des 10. Jahrhunderts mit der Errichtung der Kirche, bei der zweiten im 12. Jahrhundert wurde das Westwerk umgebaut und eine Westapsis mit Krypta sowie der Kreuzgang errichtet.
Mit der Aufhebung des Stiftes im Jahr 1616 begann der Verfall der Kirche und der Stiftsgebäude. Die Stiftsgebäude, die im 18. Jahrhundert noch fast vollständig erhalten gewesen waren, wurden im 19. Jahrhundert abgebrochen. Die Kirche wurde als landwirtschaftliches Gebäude genutzt. Fenster wurden zum Teil zugemauert, die Krypten durch Mauern vom Rest der Kirche abgetrennt und erhielten Zugänge von außen. Sie dienten zur Aufbewahrung von Kartoffeln, die Langhausemporen wurden Getreidespeicher und im Kreuzgang war Vieh untergebracht.

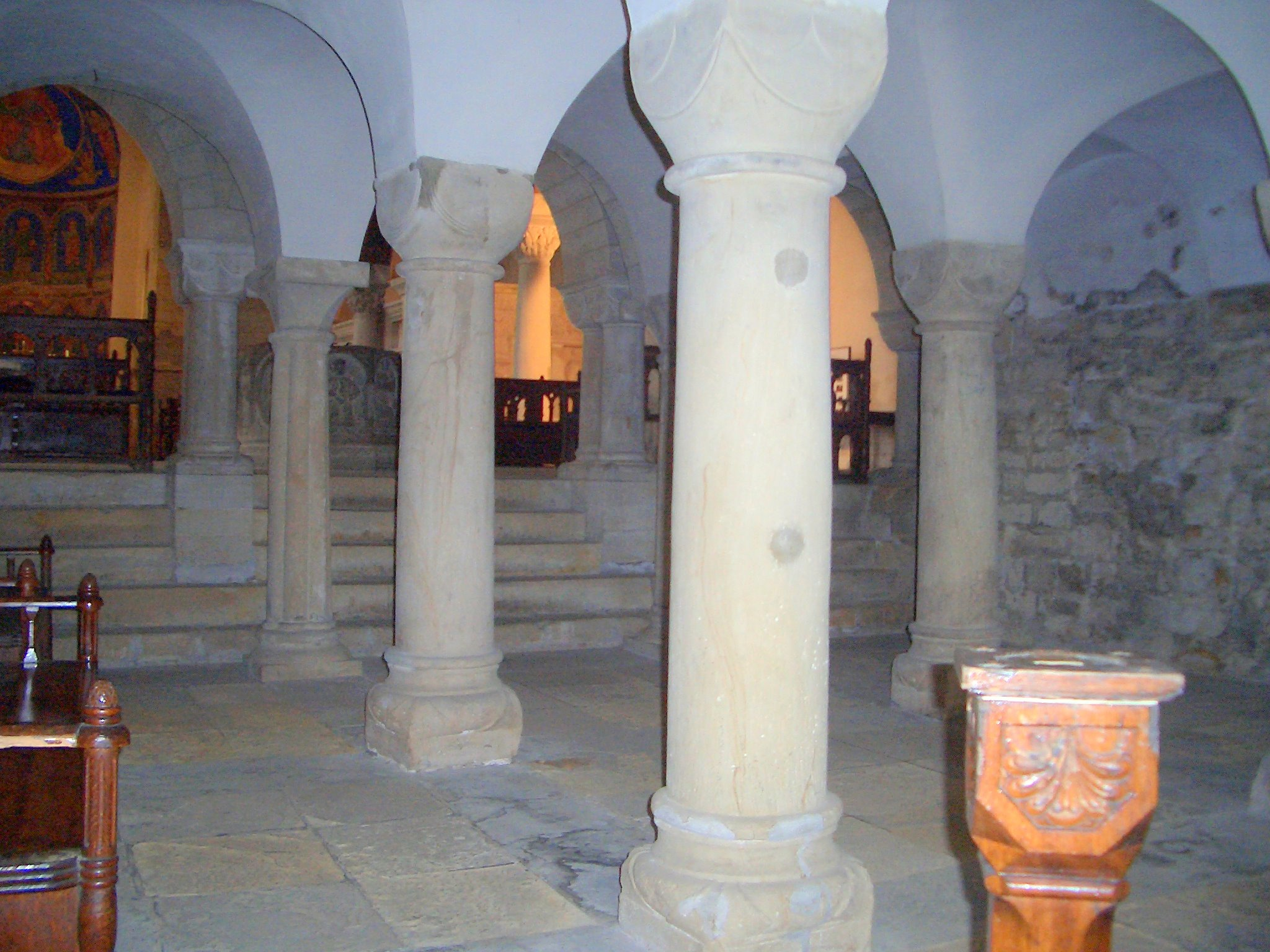
Westkrypta

Im Jahr 1834 machte der Kunsthistoriker Franz Theodor Kugler auf den heruntergekommenen Bau aufmerksam. Der Kunsthistoriker Ludwig Puttrich bewegte Herzog Alexander Carl von Anhalt-Bernburg dazu, einen weiteren Verfall zu verhindern und eine Restaurierung zu veranlassen. Der preußische Konservator Ferdinand von Quast wurde mit der Restaurierung der Stiftskirche beauftragt. Die Restaurierung von 1858 bis 1872 bewahrte die originalen Bauformen oder stellte sie wieder her. Die Emporen des Langhauses wurden wieder geöffnet, die Öffnungen in den Außenwänden der Krypten wieder geschlossen und die Krypten wieder zur Kirche hin geöffnet. Die Ausmalung der Kirche wurde von Quast nach seinen eigenen Vorstellungen gestaltet. Die Restaurierung und die Ausgestaltung haben wie die Kirche selbst den Status eines Denkmals. Später wurden an der Kirche zwischen 1907 und 1910 der nördliche und der südliche Treppenturm des Westwerks grundlegend erneuert, da sie einsturzgefährdet waren. Seit der Erneuerung der Türme wurden an der Kirche lediglich konservatorische Baumaßnahmen durchgeführt.
Von der reichen Ausstattung haben sich nur wenige Reste erhalten, so einige Grabplatten von Äbtissinnen, die 1519 geschaffene Tumba des Stiftsgründers Gero sowie das Heilige Grab. Der romanische Taufstein gehörte ursprünglich nicht zur Ausstattung, sondern zur abgerissenen Kirche von Alsleben. Die heutige historistische Ausstattung stammt aus der Zeit nach der Restaurierung.
Die Stiftskirche ist eine Station auf der südlichen Route der Straße der Romanik.

#### Stephanuskirche

St.-Stephanuskirche vor dem Umbau in ein Schulgebäude

Die Kirche St. Stephanus wurde wahrscheinlich um 1400 errichtet. Sie diente als Kirche der Bevölkerung, soweit diese nicht zum Stift gehörte. Sie wurde aber bei besonderen festlichen Gelegenheiten durch das Stift in Anspruch genommen, so bei der Feier des Jubeljahres 1489 unter der Äbtissin Scholastica von Anhalt, wo sie eine Station der Prozession bildete. Sie wurde durch die Gemeinde bis ins Jahr 1533 für Gottesdienste genutzt. Im Verlauf der Reformation beschlossen die Äbtissin Anna von Plauen und das Stiftskapitel, die Stiftskirche für alle Bewohner des Ortes zu öffnen. Seitdem wurde die Kirche bis 1846 nur bei Beerdigungen als Leichenhalle genutzt, der Friedhof reichte bis an die Kirche heran.

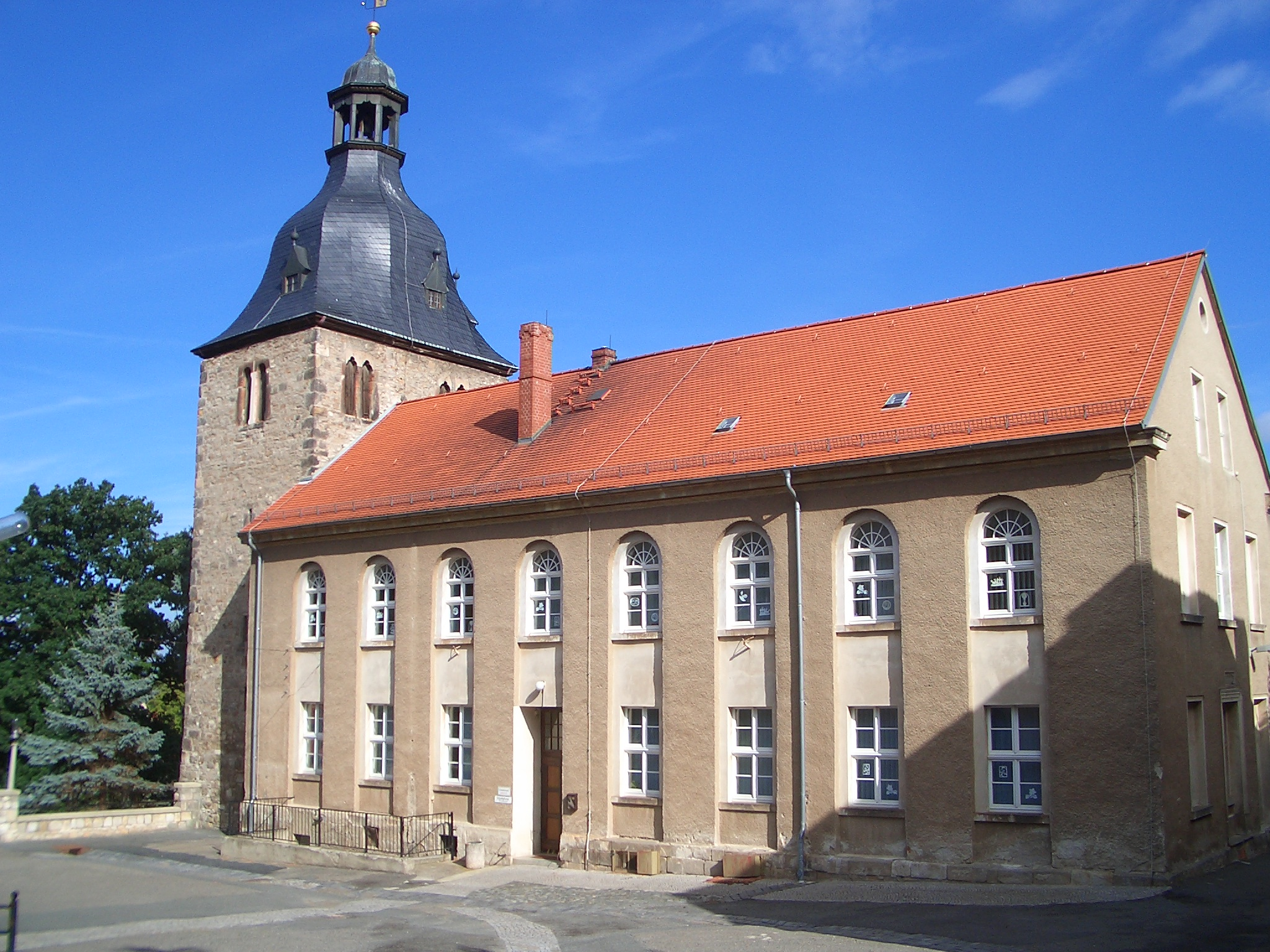
Turm der Stephanuskirche mit dem Schulgebäude (2003)

Im Jahr 1847 wurde die Kirche bis auf den Glockenturm in eine Schule umgebaut. Der Turm ist aus Bruchsteinen gemauert und besitzt gekuppelte Schallarkaden. Ursprünglich befanden sich im Turm sechs Glocken, von denen vier erhalten sind. Drei befinden sich in der Glockenstube, eine in der Laterne; diese gehörte zum Uhrwerk und wird nicht mehr geschlagen. In Funktion sind: die Glocke Maria, genannt der Bär (1437), die Glocke Schimmel (1792) und die Barbarossa-Glocke (1188). Die Barbarossa-Glocke ist die kunsthistorisch bedeutendste, denn sie wurde anlässlich des Besuchs von Kaiser Friedrich I. in Gernrode vom 20. bis 25. November 1188 gestiftet. Sie hing zunächst in der Stiftskirche und wurde im 13. Jahrhundert überführt. Die Glocken läuten nur noch zu Beerdigungen. Der Turm wurde im Jahr 1911 gründlich überholt, dabei wurde die barocke Turmhaube angebracht. Die letzte Sanierung der Turmspitze erfolgte im Jahr 1988.

### Historische Bauwerke

#### Stubenberg

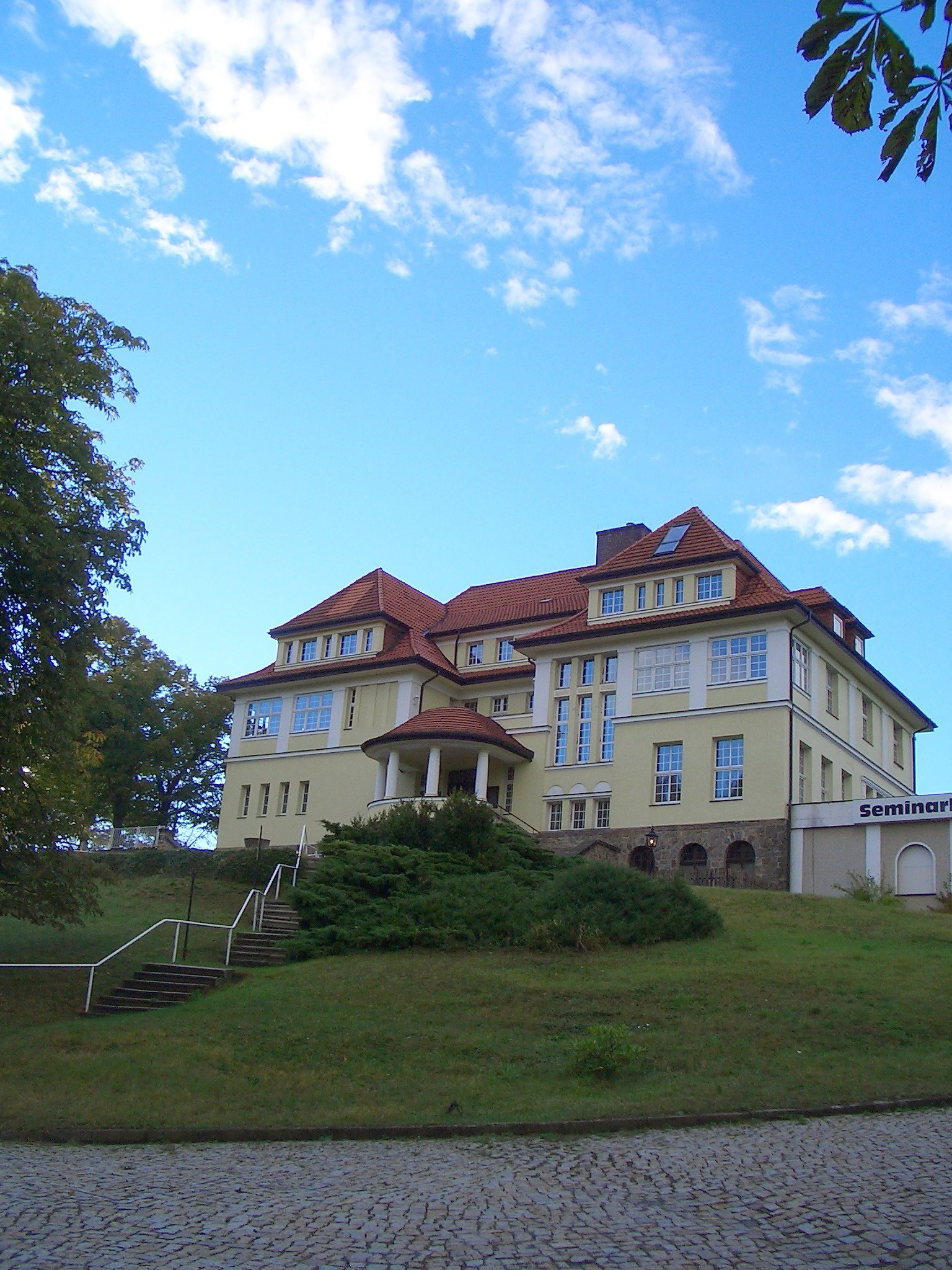
Stubenberg

Neben der Stiftskirche ist das Hotel Stubenberg das zweite Wahrzeichen der Stadt Gernrode. Es thront auf dem Rand eines Plateaus des Berges mit gleichem Namen. Der Vorgängerbau war ein von Fürst Victor Friedrich von Anhalt-Bernburg errichtetes Jagd- und Lusthaus. Im Laufe der Zeit wurde dieses Gebäude zu einem Herren- und Gästehaus ausgebaut und von einem Pächter bewirtschaftet. Ab dem Jahr 1840 war der Stubenberg leicht zu erreichen, denn die Straße von Quedlinburg wurde bis in den Harz hinein verlängert.
Ab 1900 genügte das Gebäude mit seinen An- und Umbauten den Ansprüchen nicht mehr. 1914 wurde mit dem Abriss und dem Neubau begonnen, der 1915 fertiggestellt war. Er orientiert sich weitgehend an der Kubatur des Vorgängerbaues. Es handelt sich um einen verputzten Dreiflügelbau auf einem hohen Souterrain aus Granit. Die neoklassizistische innere Ausstattung ist noch in Teilen erhalten. Bis 1945 bildete das Hotel einen Mittelpunkt im gesellschaftlichen Leben des Ortes. Ende April 1945 quartierte sich ein US-amerikanischer General mit seinem Nachrichtenstab im Hotel ein. Im Juni verließen die Amerikaner gemäß dem Potsdamer Abkommen Gernrode und machten Platz für die sowjetischen Truppen. Ob diese oder die Amerikaner die Einrichtung des Hotels geplündert haben, ließ sich später nicht mehr feststellen.
Danach wurde der Stubenberg bis 1947 als Lazarett und als Unterkunft für Flüchtlinge genutzt. Anschließend ging er in den Besitz des FDGB über und wurde bis 1990/91 als FDGB-Ferienheim benutzt. Mit der Wende hörte der FDGB auf zu existieren und das Gebäude ging an die Treuhandanstalt über. Im Jahr 1992 wurde das Heim an einen privaten Investor verkauft, der umfangreiche Sanierungsmaßnahmen durchführte. Der Investor geriet allerdings in finanzielle Schwierigkeiten und es sollte ein neuer Eigentümer gefunden werden. Für kurze Zeit wurde der Stubenberg als Seminarhaus benutzt. 2004 verließen die „Lichtarbeiter“ das Haus, welches danach leer stand. Zwischen 2004 und 2011 stand das Gebäude leer und zum Verkauf. Ein mutmaßlich durch Brandstiftung entstandenes Feuer im Jahr 2008 konnte sich aufgrund von Brandschutzmauern nicht ausbreiten und verursachte nur wenig Schaden. Im Anschluss daran wurde im Gebäude randaliert und diverse Einrichtungsgegenstände gestohlen. 2011 wurde das Haus verkauft und bis Oktober 2012 renoviert und saniert. Es wird seitdem wieder als Hotel betrieben.

#### Alte Elementarschule

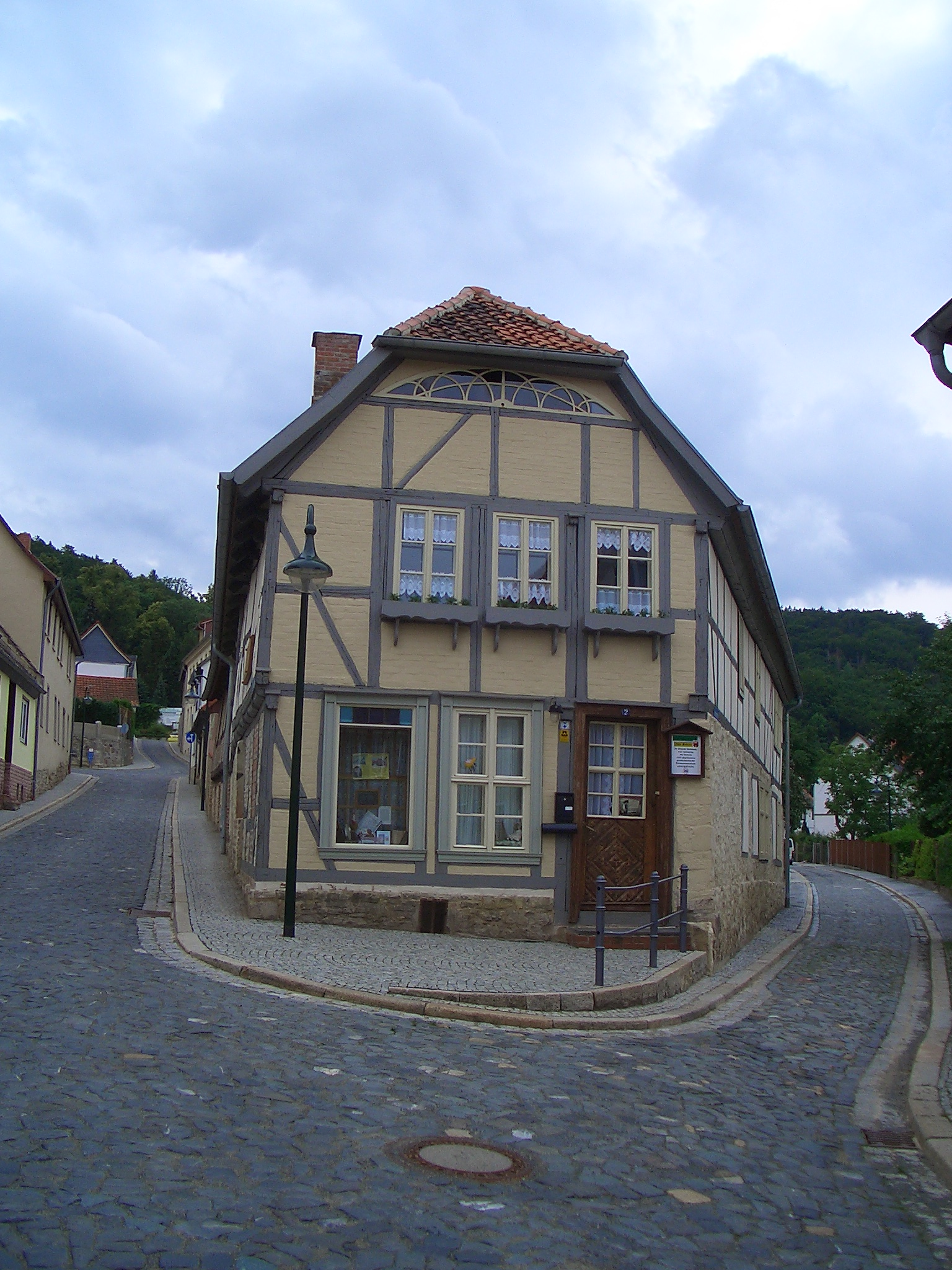
Alte Elementarschule

Das Schulgebäude stammt aus dem frühen 18. Jahrhundert, es wurde auf den Fundamenten aus dem 15./16. Jahrhundert errichtet. Es ist eines der ältesten erhaltenen Schulgebäude in Sachsen-Anhalt, die Schule war an dieser Stelle bis 1849 in Betrieb. Bei dem Gebäude handelt sich um einen zweigeschossigen lang gezogenen Fachwerkbau. Das Gebäude befindet sich in der Nähe der Stiftskirche an der Gabelung der Cyriacus- und der Klosterstraße als Abschluss einer platzartigen Erweiterung. Entsprechend der Lage in der Straßengabel nimmt es ein nach Süden gestrecktes, trapezförmiges Grundstück ein. Das eigentliche Schulhaus bildet dabei den Nordteil des Gebäudes, im mittleren Teil befand sich wahrscheinlich die Wohnung des Schulmeisters. Der südliche Gebäudeteil beinhaltete die Wirtschaftsräume. Im Erdgeschoss des nördlichen Gebäudeteils befinden sich ein Stadtmuseum und ein Schulraum mit historischer Ausstattung.
Im Vorgängerbau des heutigen Gebäudes war zeitweise die bereits 1533 gegründete protestantische Elementarschule untergebracht, eine der wahrscheinlich ältesten in Deutschland. Die Initiative zur Einrichtung einer Schule in Gernrode ging von Stephan Molitor aus. Er gab der Äbtissin Elisabeth von Weida den Rat, eine Schule sowie ein Krankenhaus zu bauen und es mit jährlichen Einnahmen auszustatten. Auf Grund des Todes der Äbtissin im Jahr 1532, wurde die Schule durch ihre Nachfolgerin Anna von Plauen im Jahr 1533 eingerichtet. Betrieben wird die ehemalige Elementarschule vom Kulturverein Andreas Popperodt e. V. Der Verein erwarb die Schule im Jahr 1998 und hat es mit viel Engagement geschafft, sie vor dem Verfall zu retten und wieder herzurichten.

#### Rathaus

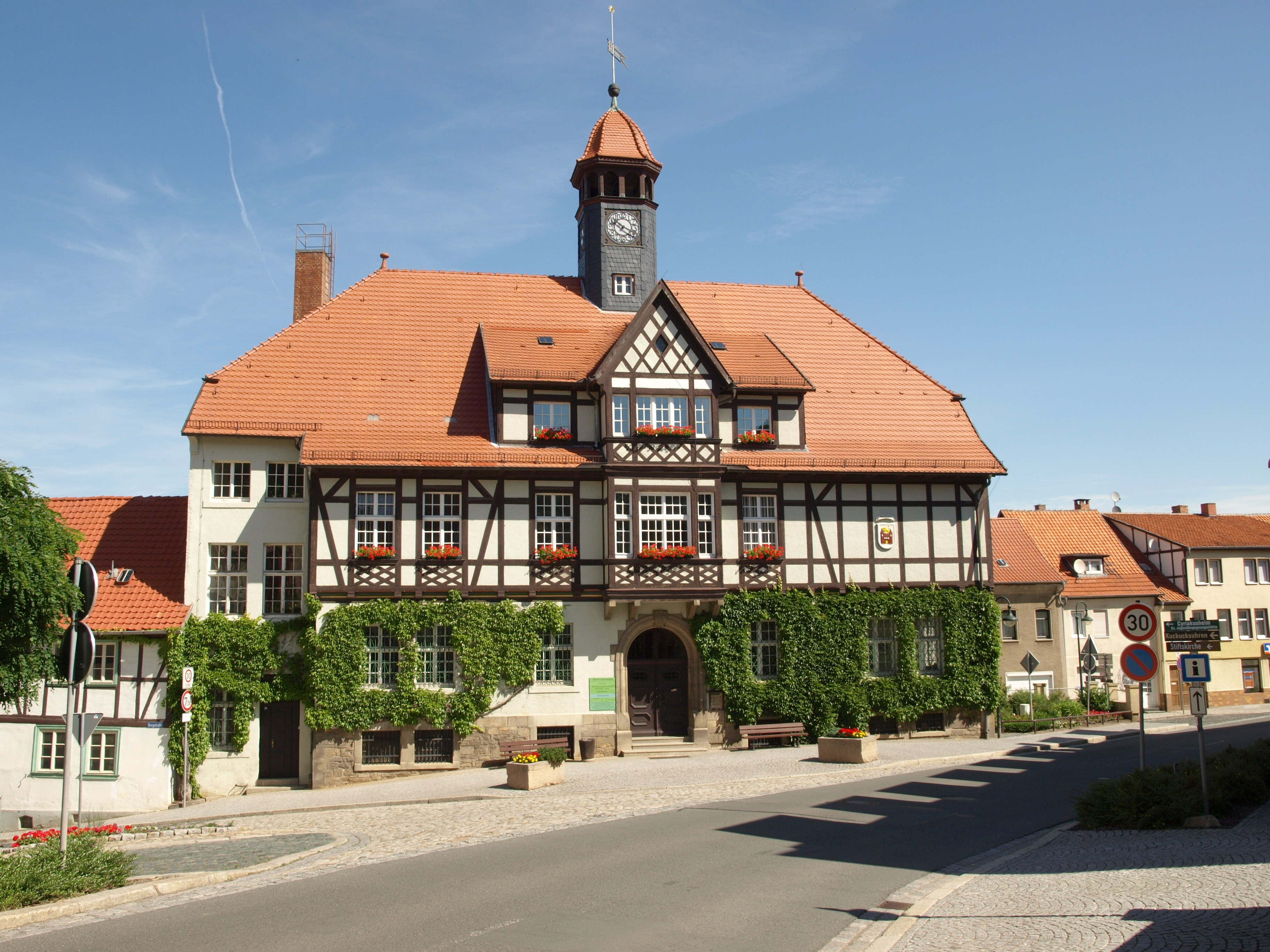
Gernröder Rathaus

Das heutige Rathaus Gernrode wurde in den Jahren 1914/15 erbaut. Es sollte den baufälligen Vorgängerbau ersetzen, der in den Jahren 1664 bis 1666 errichtet worden war. Die Planungen für den Neubau dauerten von 1908 bis 1913. Es lagen verschiedene Projekte von mehreren Architekten vor, die Entscheidung fiel für den Architekten Schneck aus Quedlinburg. Dieser sah als Bauplatz den Standort des Alten Rathauses vor. Die Kosten für den Neubau wurden auf 75.000 Mark veranschlagt. Der Stadtrat beschloss, sich das nötige Geld durch Anleihen bei der Herzoglichen Staatsschuldenverwaltung des Landes Anhalt zu beschaffen. Im Rathaus sollten Räume vermietet werden, unter anderem an die Sparkasse. Die Genehmigung zur Aufnahme des Darlehens wurde am 12. Januar 1914 durch die Herzogliche Regierung erteilt. Die Grundsteinlegung für den Neubau fand am 5. Mai 1914 statt. Errichtet wurde ein Gebäude in historisierendem Fachwerk, mit hohen Krüppelwalmen und einem Dachreiter mit Uhr. Das Fachwerkobergeschoss ruht auf einem massiven verputzten Erdgeschoss. Die Ausstattung im Inneren des Gebäudes entspricht der Errichtungszeit und ist noch im Original vorhanden. Vom Rathaus aus führen alle Straßen sternförmig in die verschiedenen Richtungen.
Das Rathaus wird für Bürgersprechstunden sowie für Hochzeiten noch nach der Eingemeindung nach Quedlinburg genutzt. Es existieren Überlegungen, die freigewordenen Räumlichkeiten für die Bibliothek des Ortes zu nutzen.

#### Ehemalige Oberpfarre und Küsterei

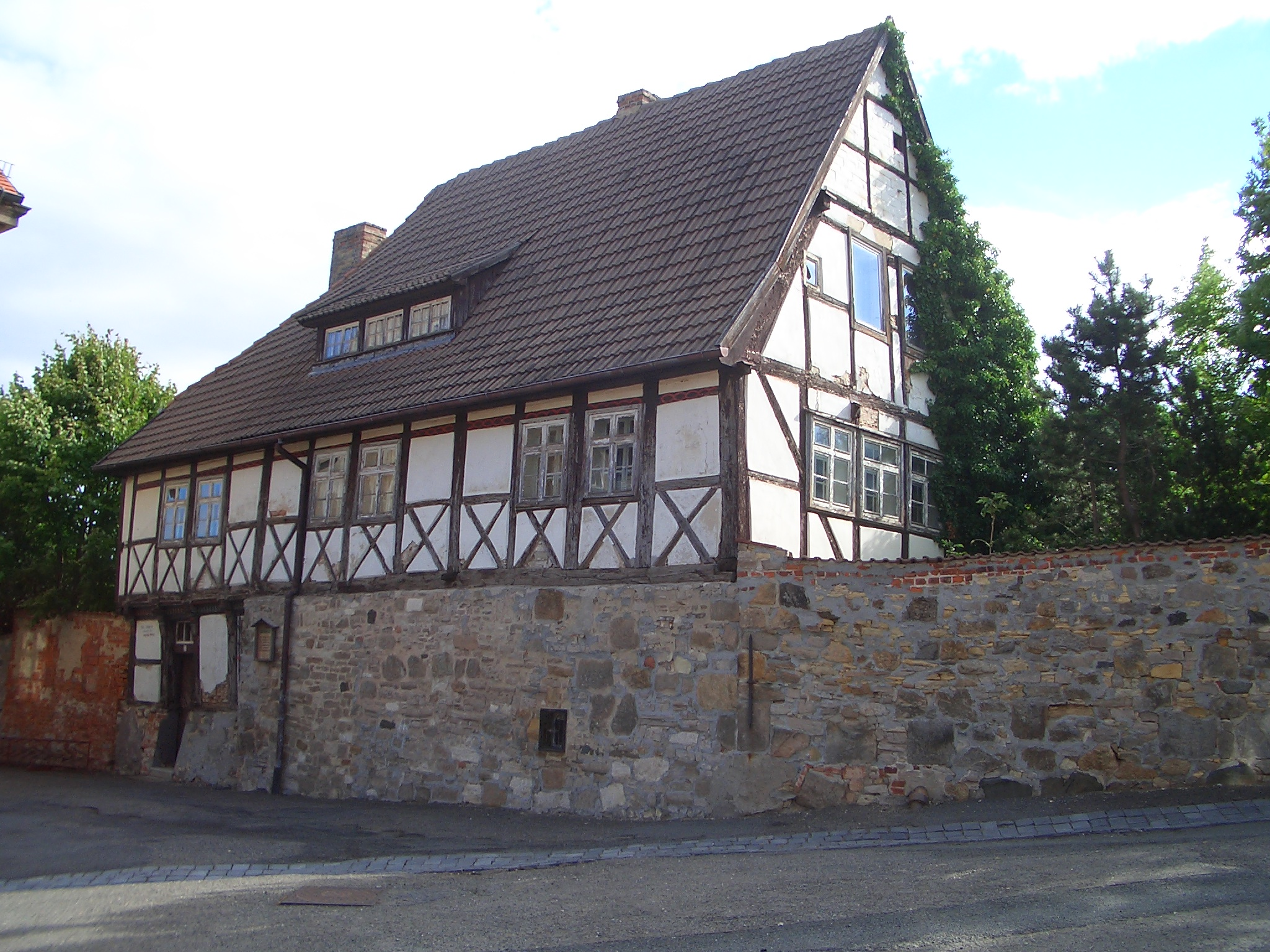
Ehemalige Küsterei

Der weitläufige Hof mit der ehemaligen Küsterei der Kirche St. Stephanus und der sich daran anschließenden ehemaligen Oberpfarre befindet sich in der Gerostraße 3. Der älteste Teil, das Küsterhaus, ist ein langgestreckter traufständiger Fachwerkbau, der zum Teil auf die Einfriedungsmauer des Hofes gesetzt wurde; er wird auf 1571 datiert. In den Jahren 1951/1952 erfolgte eine umfangreiche Sanierung des Gebäudes, dabei wurde ein als Kartoffelkeller genutztes Gewölbe als eine romanische Kapelle aus dem 11. Jahrhundert erkannt. Diese Kapelle war bis zum Neubau der Stephanuskirche im 14. Jahrhundert als Marktkirche des Ortes Gernrode benutzt worden. Die Kapelle wurde sachkundig restauriert. Das Kreuzgewölbe der Kapelle ruht auf vier Pfeilern und wird von einer Mittelsäule gestützt, sie ähnelt im Baustil der Ostkrypta der Stiftskirche. Die Kapelle ist eines der ältesten Baudenkmäler von Gernrode.
An die Küsterei schließt sich ein Erweiterungsflügel aus dem 18. Jahrhundert an, der mit Nebengebäuden ehemals den Charakter eines vierflügeligen Gutshofes hatte. In diesem Gebäude befand sich die Oberpfarre; bis 1910 wohnten die Oberpfarrer dort. Die Gebäude wurden zuletzt als evangelisches Erholungsheim genutzt. Seit dessen Umzug auf das Stiftsgelände im Jahr 1998 stehen die Gebäude leer.

#### Bläkhof

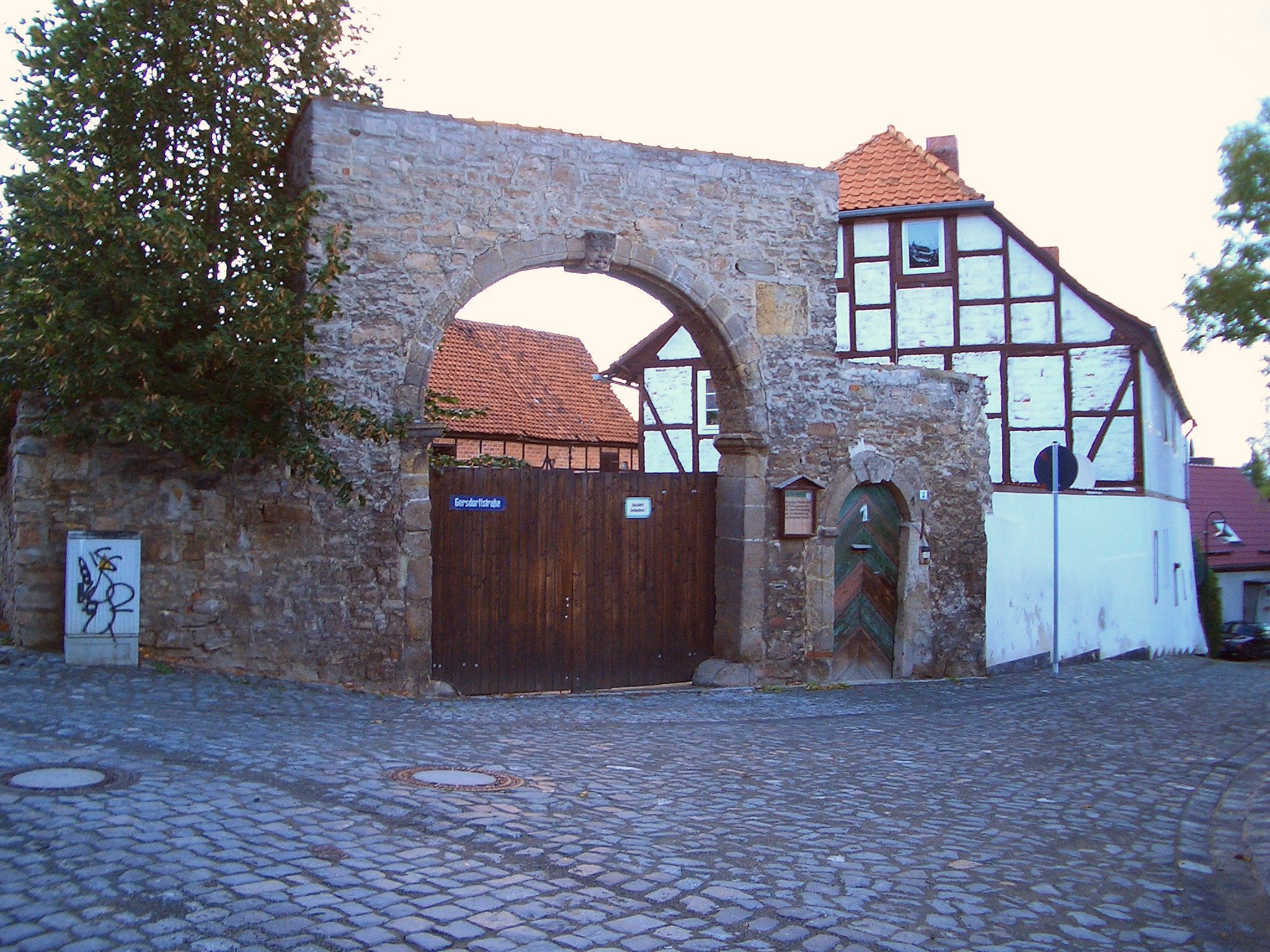
Toreinfahrt zum Bläkhof

Bei dem Bläkhof handelt es sich um einen ehemaligen Edelhof, dessen Ummauerung noch zum Teil erhalten ist. Der Hof stand in enger Verbindung zum Stift, denn die Herren von Gersdorff waren als Ministerialen des Stiftes die Eigentümer. Noch ist die Größe des Hofes und seine Erscheinung von enormer städtebaulicher Wirkung. Am auffälligsten ist die Toranlage der Einfriedung; im Torbogen über der Einfahrt befindet sich ein Kopf mit heraushängender Zunge. Diese Dämonenmaske sollte das Böse abwehren. An der kleinen Pforte neben der Toreinfahrt befindet sich im Schlussstein über der Tür ein nicht mehr erkennbares Wappen. Das Wohnhaus ist ein Fachwerkbau mit einem Krüppelwalmdach aus dem 18. Jahrhundert. Das Erdgeschoss ist verputzt und besteht aus Bruch- und Backsteinen. Das noch vorhandene aber stark verfallene Wirtschaftsgebäude besteht aus Fachwerk.

#### Andere Einzeldenkmale
Bei den oben aufgeführten Bauwerken handelt es sich um besonders markante, teilweise den Ort prägende Denkmäler. Auf dem Gebiet des Ortes Gernrode gibt es daneben noch rund 100 andere, die im örtlichen Denkmalverzeichnis eingetragen sind. Die nachfolgend aufgeführten Denkmäler sind nur eine geringe Auswahl.
In der Äbtissinstraße 6, befindet sich der älteste Profanbau von Gernrode ein Edelhof aus dem 16. Jahrhundert, dabei handelt es sich um eine Baugruppe aus massivem Turm und Fachwerkwohnhaus.
Auf dem Kirchplatz neben der Stiftskirche befindet sich das Schweizer Haus, eine Villa die 1850 auf dem Keller des ehemaligen fürstlichen Amtshauses im Schweizer Stil errichtet wurde. Während der Renovierung der Stiftskirche wohnte der Konservator Ferdinand von Quast zeitweise dort (heutiger Nutzer ist die Landeskirche Anhalt).
In Sichtweite der Stiftskirche befindet sich mit dem Haus Burgstraße 1 ein weiteres Denkmal. Es handelt sich dabei um eine kleine Stadtvilla, die 1906 als repräsentatives Wohnhaus errichtet worden ist. Von der Stiftskirche auf der Clara-Zetkin-Straße an der alten Elementarschule vorbei in Richtung des Rathauses befindet sich auf der rechten Seite ein Fachwerkwohnhaus aus dem 18. Jahrhundert. Aus der Zeit um 1900 hat sich in der Otto-Franke-Straße 34 ein repräsentativer Jugendstilbau im Fachwerkstil erhalten, mit im Inneren weitgehend originaler Ausstattung und Raumaufteilung. In der Marktstraße befindet sich mit dem Mohs-Denkmal ein Denkmal für den Mineralogen Friedrich Mohs.

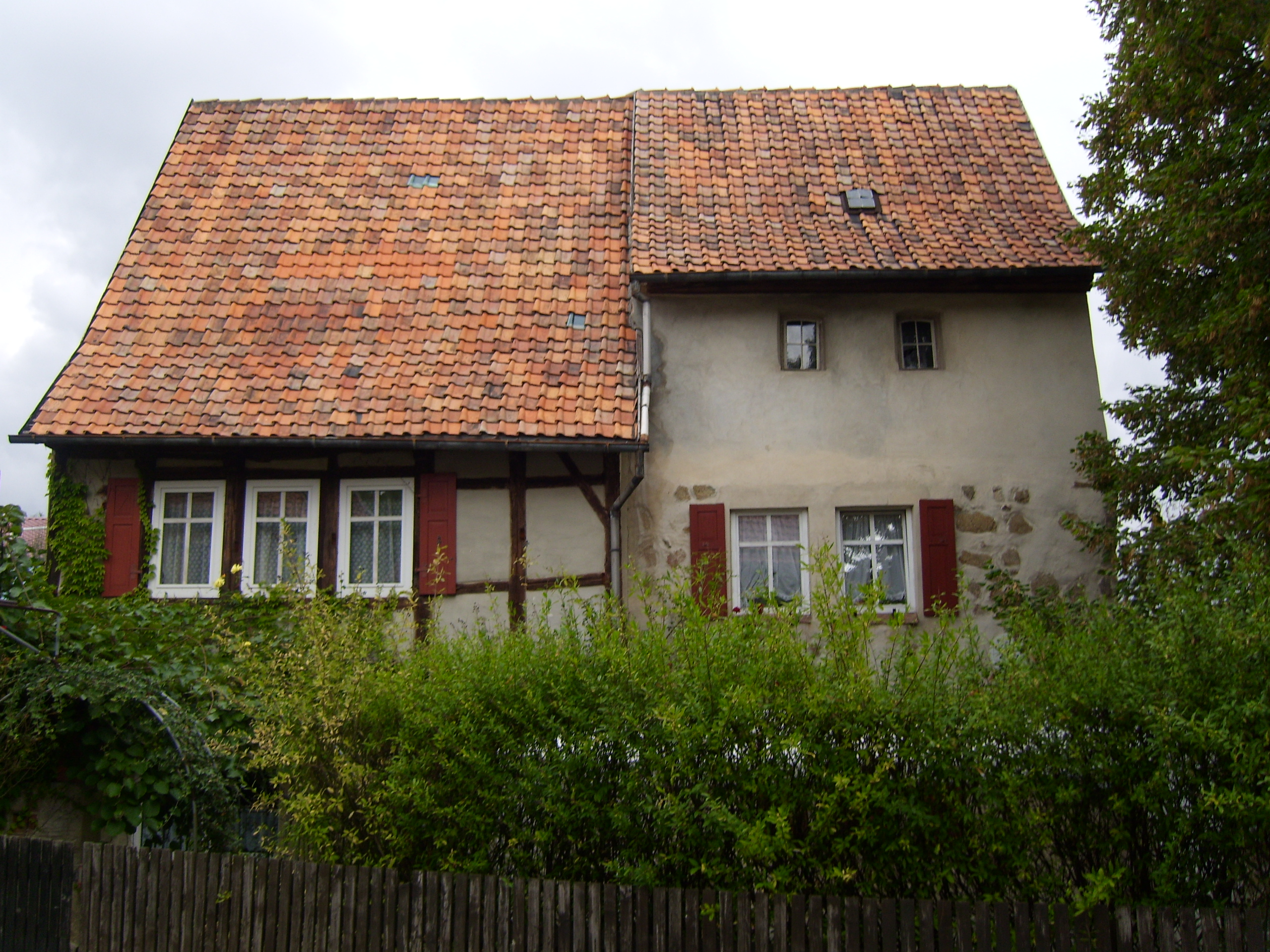
Edelhof in der Äbtissinstraße aus dem 16. Jh.
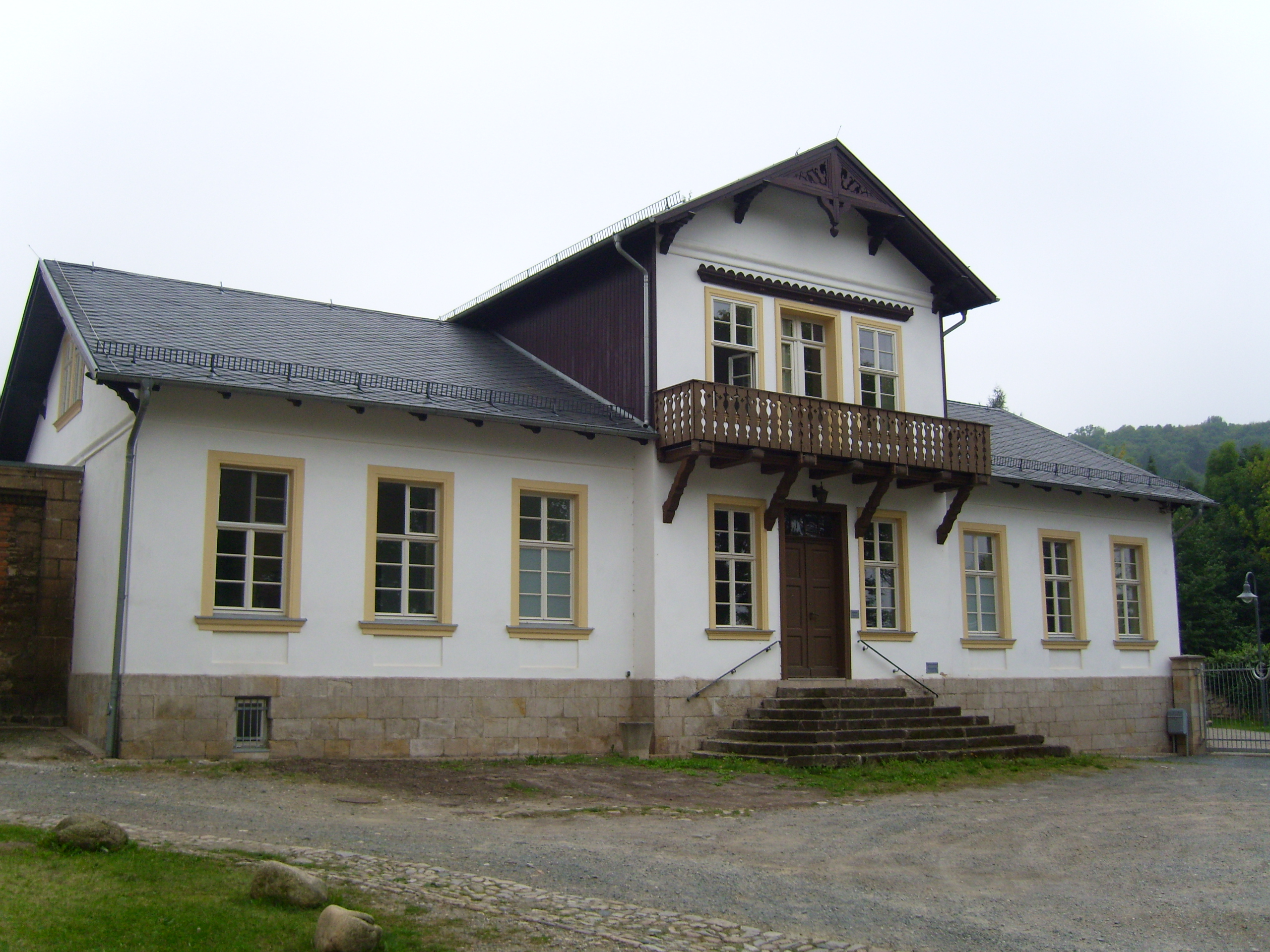
Schweizer Haus am Kirchplatz
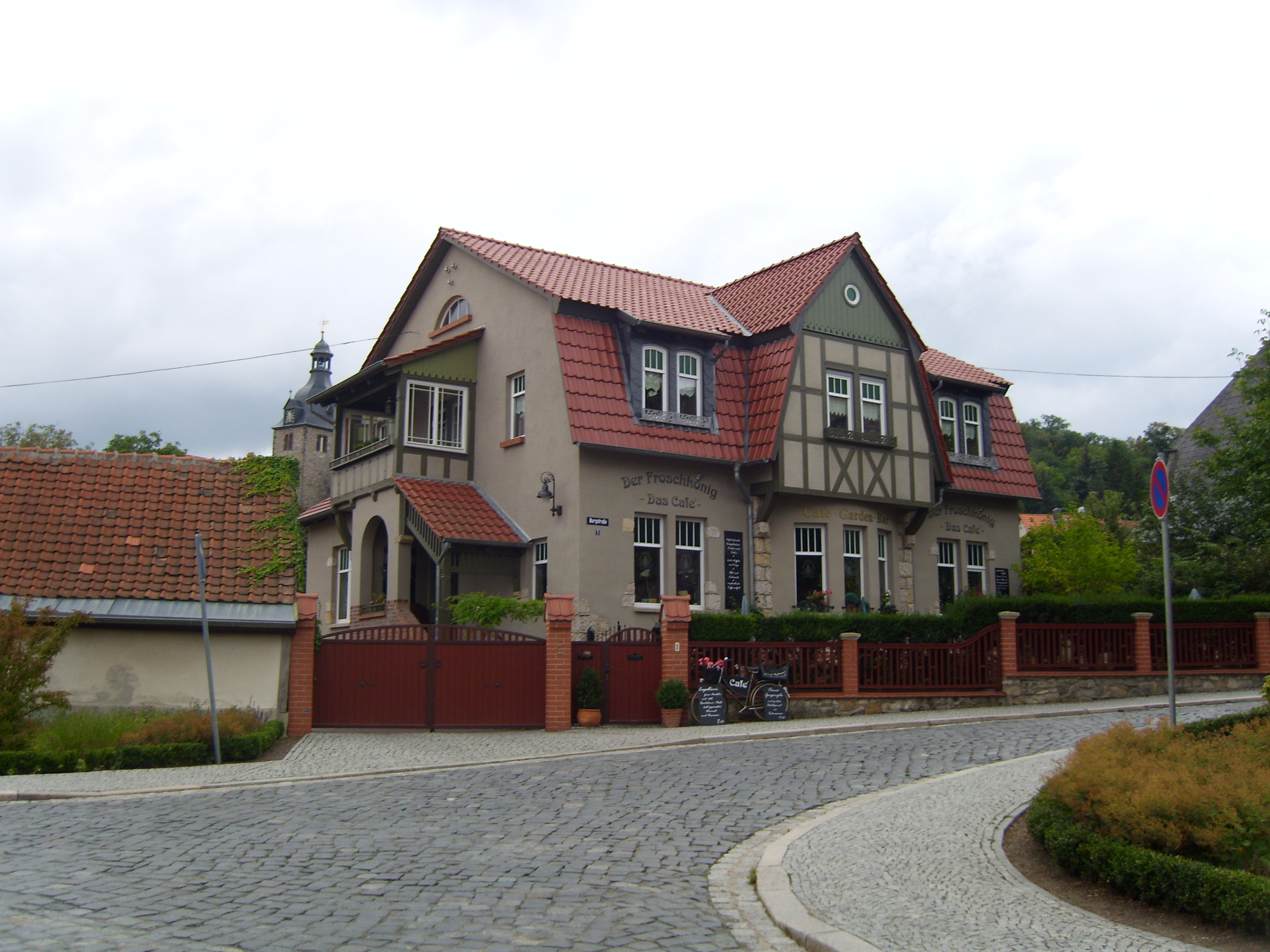
Stadtvilla von 1906
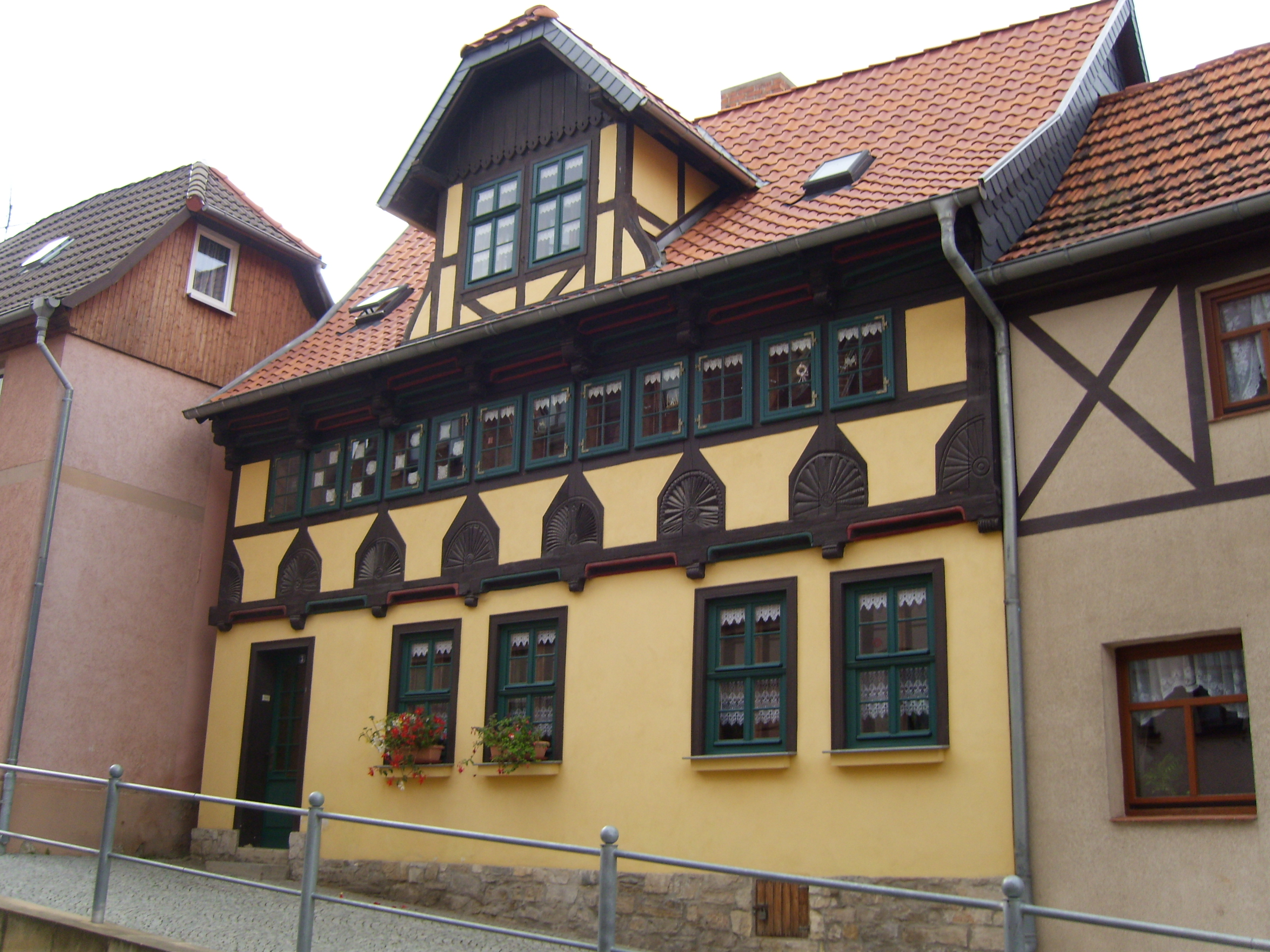
Fachwerkwohnhaus aus dem 18. Jh.
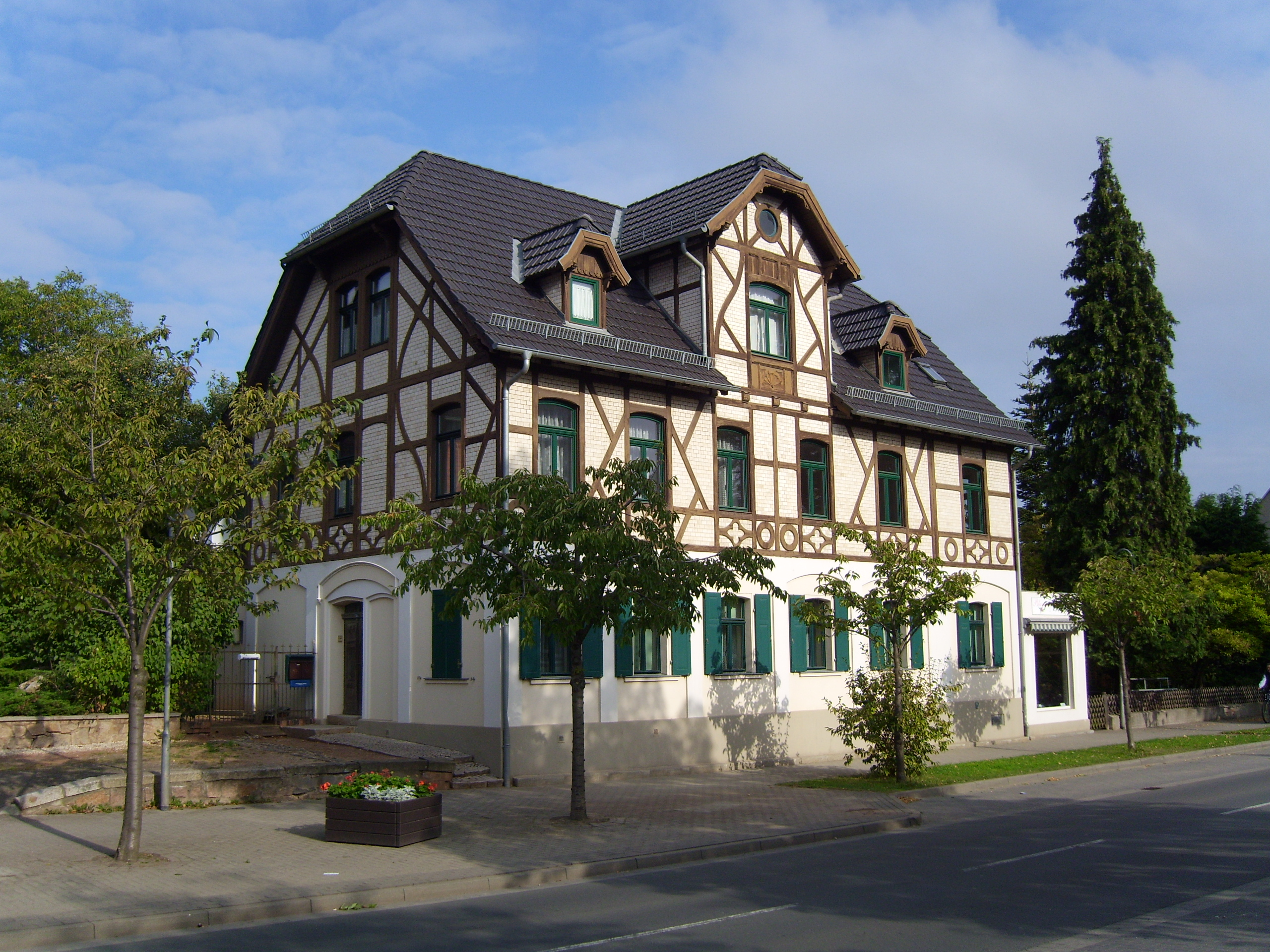
Jugendstilvilla in der Otto-Franke-Straße

#### Wehrbauten
Der Ort Gernrode war von Wassergräben, Bächen oder Mauerteilen umgeben, eine geschlossene Stadtmauer hat in Gernrode nie existiert. Aus Urkunden geht hervor, dass Gernrode um das Jahr 1534 drei Stadttore mit Torhäusern besessen hat, das Ostentor, das Häuschentor – Heußigentor oder Häusgentor genannt – sowie das Steigertor. Am Ende der Wassertorstraße und am Brauhaus am Spittelplatz befand sich je ein Schlagbaum. Sie waren die einzigen Zugänge zum Ort und dienten hauptsächlich dem Marktzoll. Alle drei Stadttore waren stets mit einem Posten besetzt. Die Stadttore wurden am 20. August 1835 abgebrochen, da ihre Bausubstanz im Laufe der Zeit stark gelitten hatte.

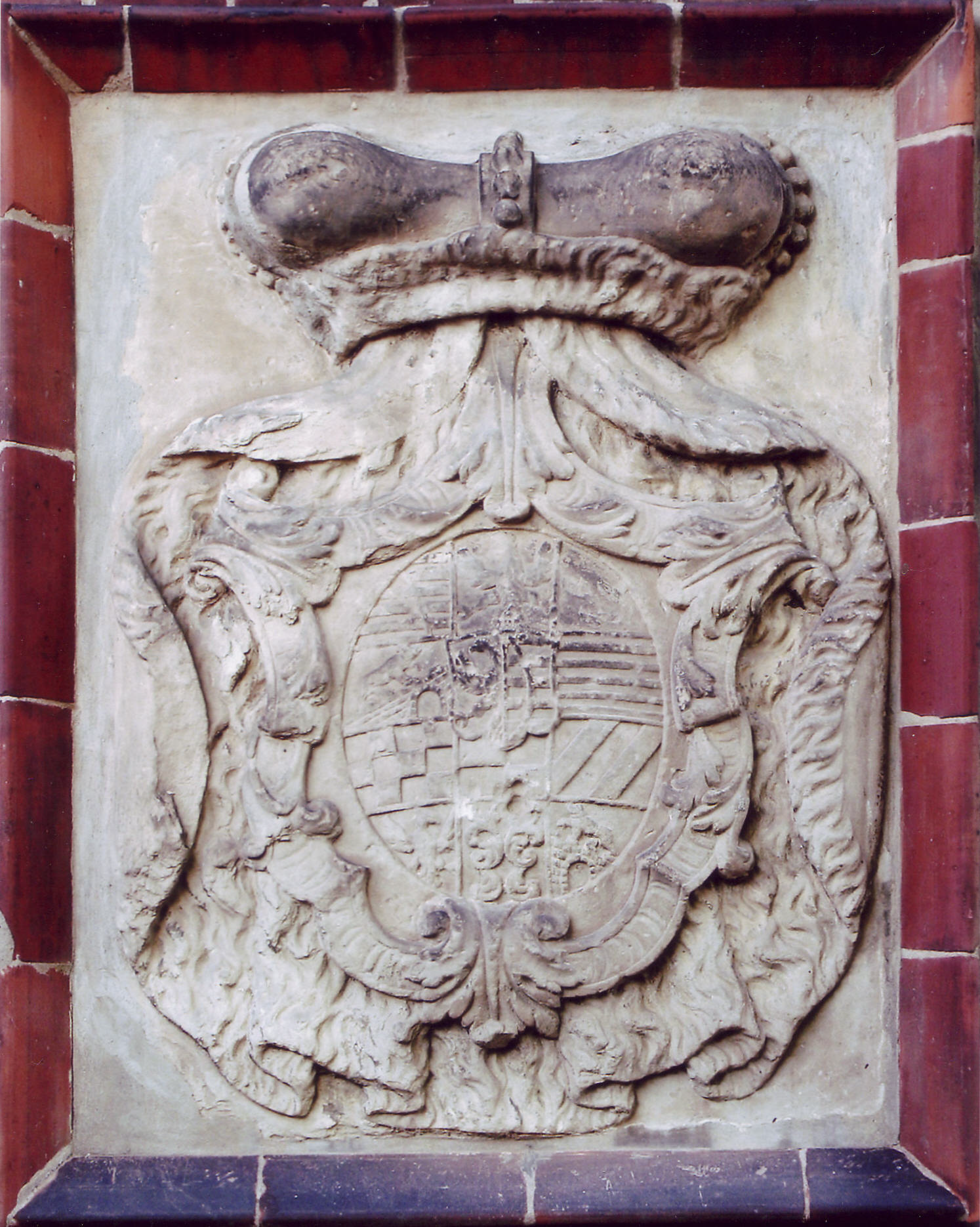
Der Wappenstein am Haus Markstr. 4 war wohl Teil des Ostentores

Das Ostentor befand sich am östlichen Zugang zum Ort, es wird erstmals 1480 erwähnt. Es stand vom Scheelichen quer über die Marktstraße. Am Wohnhaus Marktstraße 4 befindet sich ein Wappenstein mit dem Wappen der Fürsten von Anhalt von hoher Qualität, möglicherweise war es ein Bestandteil des Ostentores. Ein Sturm im Jahr 1784 zerstörte Teile des Tores. Das Tor wurde vom nicht mehr sichtbaren Scheelichenbach begrenzt. Die Mauer, die den Garten des Grundstückes der ehemaligen Adler-Apotheke umgibt, war möglicherweise ein Teil der Begrenzung der Marktsiedlung.
Das Häuschentor war der Nordeingang des Ortes, es befand sich in der Häuschenstraße zwischen den Häusern Nr. 6 und Nr. 7. Umschlossen wurde der Ort an dieser Stelle von einem Graben. Das Tor wurde im Jahr 1758 im Auftrag von Prinz Friedrich, dem Sohn des Fürsten Karl Friedrich von Anhalt-Bernburg und seiner Gemahlin Wilhelmine Charlotte Nüssler repariert.
Das Steigertor hatte zwei Torhäuser und einen Schlagbaum. Es befand sich vom Ende der Schulstraße bis zur gegenüberliegenden Seite der Marktstraße und sicherte den Zugang von Harzgerode aus. Das Tor war der Südeingang des Ortes. In der Nähe des Tores befand sich der Steigerbrunnen. Der Ort wird auf den wenigen vorhandenen Abbildungen immer ohne Mauer dargestellt. Vermutlich glaubte man, dass der mit einer Mauer geschützte Stiftsbezirk, der bis zum Spittelplatz reichte, im Notfall genügend Schutz bieten würde.

### Weitere Sehenswürdigkeiten
Neben den oben genannten Denkmälern gibt es im Ort und in der Umgebung weitere Sehenswürdigkeiten.

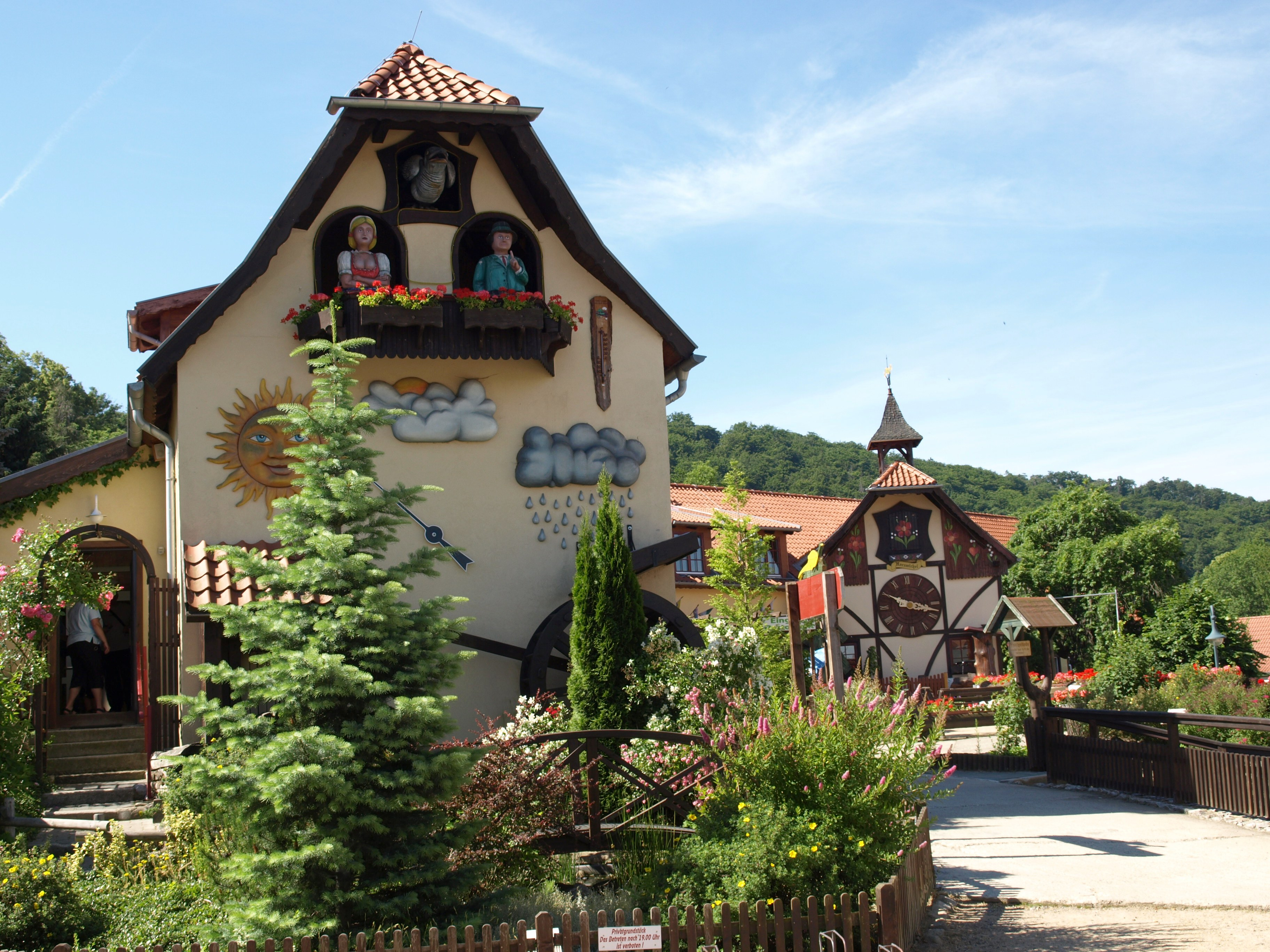
Harzer Uhrenfabrik

Unweit der Stiftskirche befindet sich die Harzer Uhrenfabrik mit der größten Kuckucksuhr außerhalb des Schwarzwaldes am Haus Lindenstraße 5 sowie einem Wetterhaus mit 9,80 Meter Höhe und 5,20 Meter Breite, beide Rekorde stehen im Guinness-Buch der Rekorde. In Sichtweite der Harzer Uhrenfabrik steht der Turm von St. Stephanus an dessen Fuß sich ein Sühnekreuz, Gerokreuz genannt befindet, es wurde als Sühne für begangene Bluttaten des Markgrafen Gero bei der Unterwerfung der slawischen Stämme von Elbe und Oder aufgestellt. In Richtung Ballenstedt auf der Bahnhofstraße sind auf der linken Seite zwei weitere Sehenswürdigkeiten zu sehen. Diese sind im Guinness-Buch der Rekorde vermerkt: der Größte Skattisch der Welt und das Größte Holzthermometer mit einer Höhe von 7,45 Meter. Ebenfalls in der Bahnhofstraße befindet sich seit 1887 der Bahnhof der Selketalbahn, der ältesten Schmalspurbahn des Harzes. Eine weitere Sehenswürdigkeit ist das Bärendenkmal in der Nähe des Bremer Teiches. Sie markiert die Stelle, an der 1696 im Anhaltischen Forst der letzte Bär erlegt wurde. Aussichtspunkte oberhalb Gernrodes sind der Försterblick und das Einzelne Bäumchen.

### Regelmäßige Veranstaltungen
Während des Sommers finden in der Stiftskirche regelmäßig Konzerte des MDR-Musiksommers statt. Am zweiten Wochenende im September findet der Tag des offenen Denkmals in Gernrode statt. An diesem Tag sind in der Stadt die Denkmäler, die sonst meist verschlossen sind, für Besucher kostenlos geöffnet. An einem Sonntag im Advent findet in jedem Jahr der Weihnachtsmarkt mit Handwerk und Programm neben der Stiftskirche statt. Neben diesen Veranstaltungen werden durch den Freundeskreis Selketalbahn e. V. regelmäßig Sonderfahrten mit der Selketalbahn durchgeführt.

### Infrastruktur

#### Straßenanbindung
Gernrode liegt an den Landesstraßen L 241 und L 243 und etwa 10 km entfernt von der neu gebauten vierspurigen A 36. Gernrode kann über die Anschlussstelle Quedlinburg-Ost erreicht werden. Die Autobahn A 14 ist 50 Kilometer in östlicher, die A 2 65 Kilometer in nördlicher und die A 7 95 Kilometer in westlicher Richtung von der Stadt entfernt.

#### Eisenbahnverkehr
Der ehemalige Bahnhof für die Normalspur an der Strecke Frose–Gernrode–Quedlinburg wurde 1889 als Durchgangsbahnhof gebaut. Direkt neben dem Bahnhof Gernrode befinden sich seit 1887 die Bahnanlagen der Selketalbahn. Bis zur Verlängerung der Gleise für die Schmalspurbahn im Jahr 2006 war Gernrode die Endstation für die Selketalbahn sowie bis zum 31. Januar 2004 die Umstiegsmöglichkeit von der Bahnstrecke Halberstadt–Thale auf die Harzer Schmalspurbahnen.

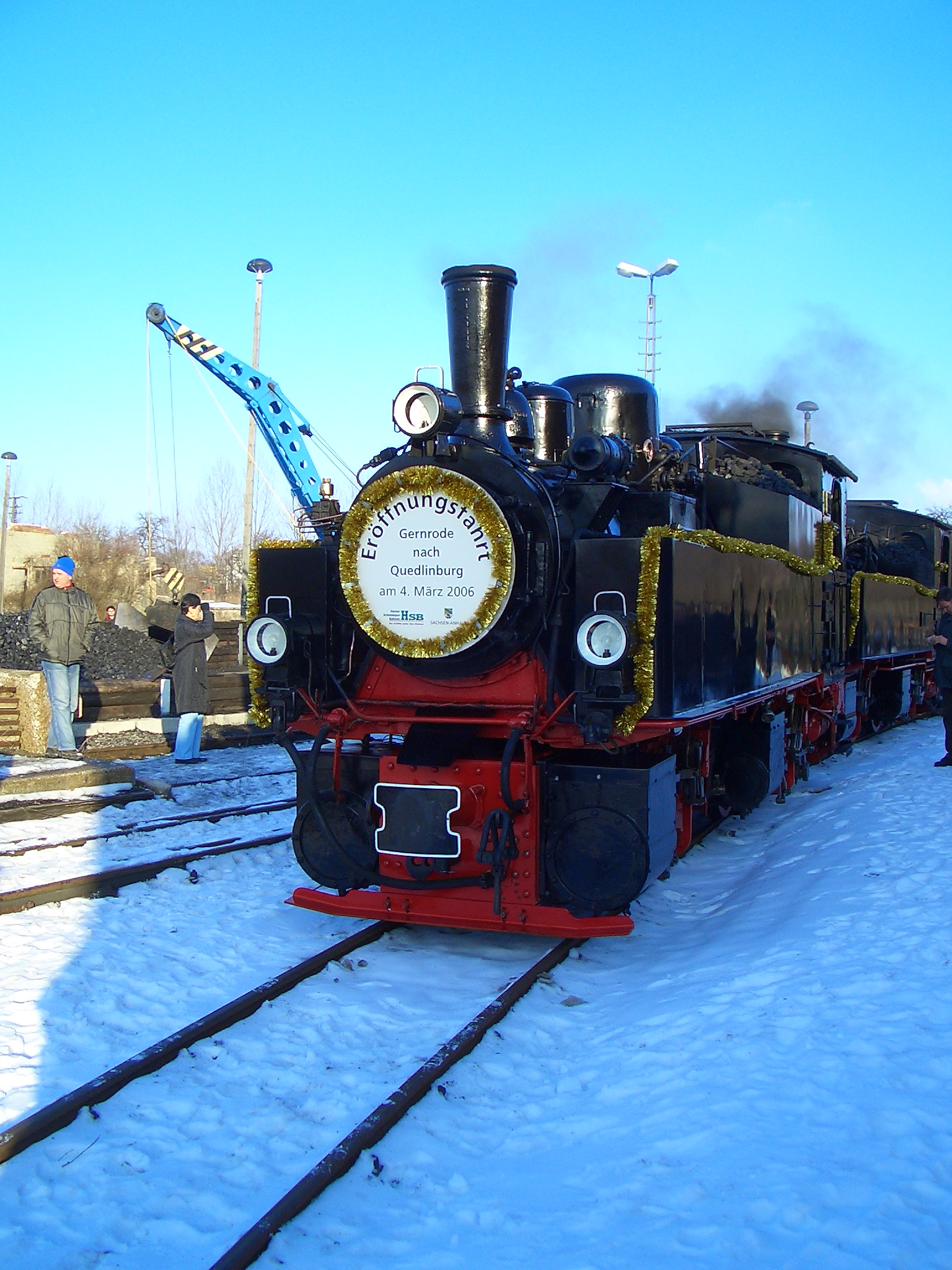
Streckeneröffnung 2006

Der frühere Verkehr über die Strecke Quarmbeck – Gernrode – Ballenstedt – Ermsleben nach Aschersleben, die älteste regelspurige Nebenbahn des Harzes, der sogenannte Balkan wurde 2004 eingestellt. Die Stichstrecke Frose – Ballenstedt war 1868 von den Magdeburg-Halberstädter Eisenbahnen (MHE) auf Drängen des Herzogs von Anhalt errichtet worden, der mit ihr sein Schloss in Ballenstedt erreichen wollte. Nachdem die Deutsche Bahn AG den normalspurigen Streckenabschnitt nach Aschersleben über Gernrode stillgelegt hatte, wurde am 18. April 2005 mit den Arbeiten zur Verlängerung der Selketalbahn von Gernrode nach Quedlinburg begonnen. Dafür wurde zunächst der Endbahnhof Gernrode zu einem Durchgangsbahnhof umgebaut. Die Selketalbahn der HSB wurde bis Ende Dezember 2005 um 8,5 Kilometer von Gernrode nach Quedlinburg verlängert. Die bestehende Normalspurstrecke – auf der Trasse der stillgelegten Nebenbahn Quedlinburg–Frose – wurde dazu auf Meterspur umgespurt. Am 4. März 2006 wurde mit Festen auf den Bahnhöfen in Gernrode und Quedlinburg sowie mit Sonderzügen die Strecke Gernrode–Quedlinburg offiziell eröffnet. Seit dem 26. Juni 2006 gibt es einen planmäßigen Zugbetrieb der Harzer Schmalspurbahnen bis Quedlinburg mit mindestens zwei Dampfzugpaaren am Tag.

#### Busverkehr
Der öffentliche Personennahverkehr wird unter anderem durch den PlusBus des Landesnetzes Sachsen-Anhalt erbracht. Folgende Verbindung führt durch Gernrode:
- Linie 240: Quedlinburg ↔ Gernrode ↔ Ballenstedt ↔ Meisdorf ↔ Aschersleben

Durch weitere Buslinien der Harzer Verkehrsbetriebe ist Gernrode auch aus Thale, Wippra über Harzgerode und Stolberg über Güntersberge erreichbar.

#### Flugverkehr
Östlich in sieben Kilometer Entfernung befindet sich der Flugplatz Ballenstedt, ein Verkehrslandeplatz, der über eine etwa 700 Meter lange Gras- sowie Asphaltbahn verfügt und zum Nachtflugbetrieb zugelassen ist. Als kleiner Sonderlandeplatz (wie Ballenstedt für Flugzeuge bis 5700 Kilogramm zugelassen) befindet sich 25 km östlich der Flugplatz Aschersleben. Etwa 32 Kilometer nordöstlich von Gernrode ist der seit dem 1. September 2006 wieder aktivierte Flughafen Magdeburg-Cochstedt gelegen.
Die nächstgelegenen internationalen Flughäfen sind 127 Kilometer südöstlich der Flughafen Leipzig/Halle und 162 Kilometer nordwestlich der Flughafen Hannover.

### Bildungswesen

#### Historische Entwicklung
In Gernrode gab es seit der zweiten Hälfte des Mittelalters eine katholische Stiftsschule, in der viele der späteren Äbtissinnen, Pröpstinnen und Kanonissen erzogen wurden. Die Schule war eine reine Mädchenschule und die Aufnahme war auf den hohen Adel beschränkt. Von Zeit zu Zeit wurden Jungen ausgebildet, so die Neffen der Äbtissinnen Anna von Plauen und Anna von Kittlitz. Die Ausbildung erfolgte durch einen angestellten Privatlehrer. Einen beide Geschlechter und die gesamte Bevölkerung umfassender Unterricht in Gernrode gibt es erst seit der Reformation. In deren Verlauf wurde im Jahr 1533 durch die Äbtissin Anna von Plauen im Jahr 1533 eine öffentliche Elementar- oder Volksschule eingerichtet. Diese Schule befand sich an der Stelle eines heutigen Schulgebäudes aus dem frühen 18. Jahrhundert. Im Jahr 1830 genügten die Räume für den Unterricht nicht mehr und es wurden zusätzliche Räume in der Cyriakusstraße angemietet. Allerdings war deren Kapazität auf Dauer nicht ausreichend, so wurde im Jahr 1847 das Kirchenschiff der Marktkirche St. Stephanus in eine Schule umgebaut. Nach der Fertigstellung wurden alle Klassen zusammengefasst. Diese Räumlichkeiten reichten für den Unterricht bald nicht mehr aus und 1901 wurde das Mittelschulgebäude eingeweiht. Die beiden Gebäude am Schulplatz werden von der Grundschule genutzt.

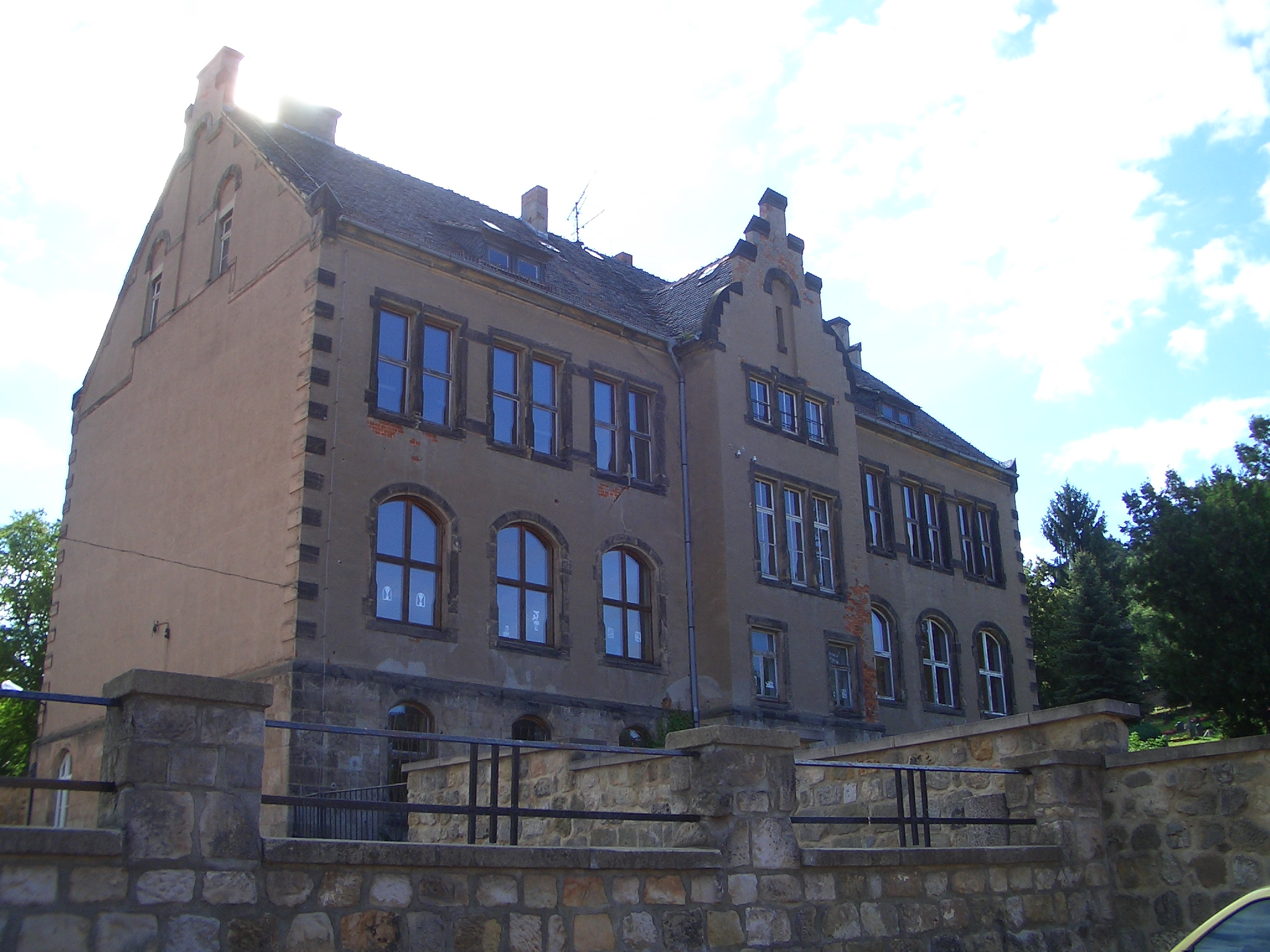
Ehemaliges Schulgebäude Gernrode

Wegen seiner landschaftlich reizvollen Lage und der günstigen klimatischen Verhältnisse entwickelte sich Gernrode im 19. Jahrhundert zu einem Ort der Töchterpensionate. Im Jahr 1830 gründete Caroline Moldenhauer in Gernrode das erste Töchterpensionat. Damals gab es für junge Mädchen nach Abschluss der Schule nur wenige Möglichkeiten, einen Beruf zu erlernen oder sich anderweitig weiterzubilden. Diese Lücke sollte durch die Pensionate geschlossen werden, junge Mädchen erhielten Unterricht in Sprachen, Hauswirtschaft, später in Stenografie und Maschineschreiben. Der Bedarf an derartigen Töchterheimen war anscheinend groß, denn in Gernrode gab es 1929 etwa zwölf dieser Pensionate. Die meisten der Häuser befanden sich in der heutigen Steinbergstraße und am Schwedderberg. Das größte unter den Heimen war das Haus Hagental, es wurde 1880 als christliches Erholungsheim gegründet und wurde im Jahr 1883 staatlich anerkannte Frauenschule und Töchterheim. Die Anwesenheit der vielen jungen Mädchen bestimmte in dieser Zeit das Bild der Stadt, so dass diese als Jungmädchenstadt bezeichnet wurde. Der Ausbau der höheren Schulen für Mädchen bis zum Abitur führte zu einer allmählichen Verringerung der Pensionate; mit dem Beginn des Zweiten Weltkrieges hörten sie auf zu existieren.
Zu DDR-Zeiten wurden alle Schulen zu Polytechnischen Oberschulen vereinheitlicht, die in zehn Klassen die Mittlere Reife vermittelten. Das Abitur konnte in zwei weiteren Jahren auf der Erweiterten Oberschule (EOS) erworben werden.

#### Schulen
In Gernrode gibt es eine Grundschule und die Sekundarschule Hagenberg. Beide Schulen befinden sich seit 1997 (Sekundarschule) bzw. Oktober 2010 (Grundschule) in den Neubauten auf dem Hagenberg. In dem Neubau befinden sich 65 Unterrichtsräume. Neben den Schulgebäuden befinden sich eine 3-Feld-Sporthalle sowie eine Sportfreianlage mit Kleinspielfeld und Kampfbahn. Seit 2013 wird ein dritter Neubau errichtet, hierhin soll nach Fertigstellung die Förderschule mit dem Förderschwerpunkt geistige Behinderung aus der Quedlinburger Kernstadt nach Gernrode umziehen.

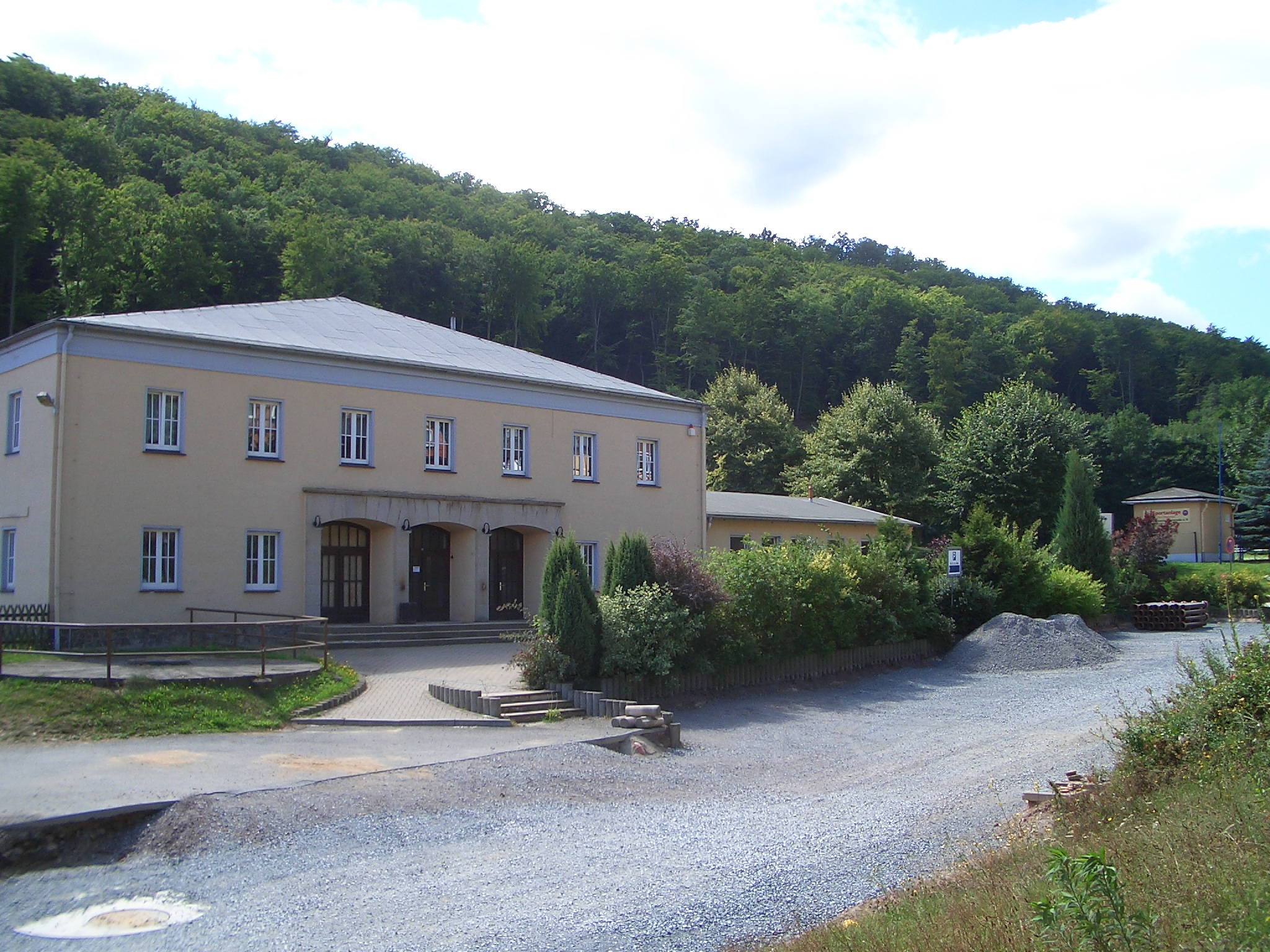
Sportanlagen im Hagental

### Freizeit- und Sportanlagen
In der Nähe von Gernrode gibt es zwei Badeseen, den Osterteich und den Bremer Teich. An beiden ist während der Badesaison ein Rettungsschwimmer anwesend. Im Jahr 1997 wurden an der Sekundarschule Hagenberg eine 3-Feld-Sporthalle sowie ein Sportplatz mit Kampfbahn (Typ C) und Kleinspielfeld fertig gestellt. Diese sind für den Breitensport zugänglich und werden für den Schulsport genutzt. Der größte Sportplatz mit Sporthalle befindet sich im Hagental. Dort trainiert die Fußballsektion des SV Germania Gernrode.

### Gesundheitswesen
Im Ortsgebiet gibt es eine Apotheke und diverse Arztpraxen. Weiterhin befinden sich ein Ärztehaus mit mehreren Arztpraxen und einer Physiotherapiepraxis dort.

### Friedhöfe
Der einzige Friedhof befindet sich zwischen dem Schulplatz und der Straße nach Harzgerode auf dem Klettenberg. Der Friedhof hatte früher eine erheblich größere Ausdehnung und reichte bis an die Kirche St. Stephanus heran. Diese diente nach der Reformation als Begräbniskirche, bevor sie im Jahr 1847 bis auf den Glockenturm in ein Schulgebäude umgebaut wurde. An der Kirche befanden sich damals verschiedene Mausoleen. Mit dem Umbau der Kirche in eine Schule und dem Neubau der Straße nach Harzgerode wurde der Friedhof auf seine heutige Größe reduziert. Im Jahr 1986 wurde eine neue Friedhofskapelle eröffnet.
Auf dem Friedhof befinden sich die Grabstätten von drei polnischen Zwangsarbeitern. Einer von ihnen wurde 1942 wegen verbotenen Umgangs mit einer deutschen Frau öffentlich gehängt.
Der zweite, inzwischen historische Friedhof befand sich an der Nord- und Ostseite der Stiftskirche. Der Friedhof und das Gelände um die Stiftskirche wurde im Zuge der Renovierung zwischen 1862 und 1872 geräumt, planiert und anschließend mit einer Futtermauer eingefasst. Im Bereich der Burgstraße folgt die Futtermauer der Friedhofsmauer. Auf dem ehemaligen Friedhof befindet sich eine Grünanlage.

## Wirtschaft

### Ortsansässige Unternehmen

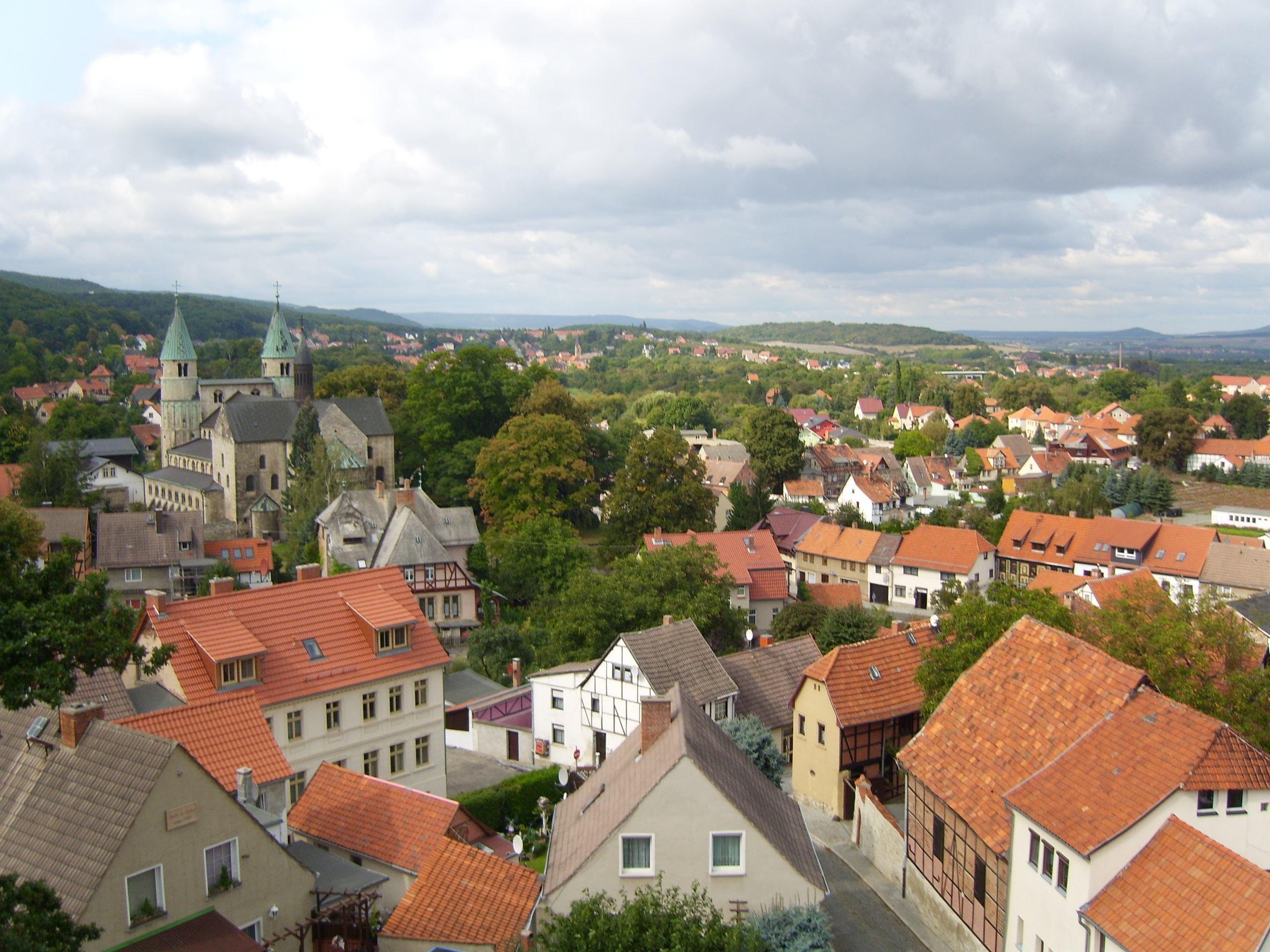
Zentrum von Gernrode

Die allgemeine wirtschaftliche Entwicklung im 19. und 20. Jahrhundert führte auch in Gernrode zu einem Aufschwung und es kam zur Gründung zahlreicher Betriebe, Unternehmen und Firmen, vor allem in den 1930er Jahren. Nach dem Zweiten Weltkrieg wurden diese Werke zwangsenteignet und in staatliche Formen wie Volkseigener Betrieb (VEB) oder Landwirtschaftliche Produktionsgenossenschaft (LPG) überführt. In Gernrode wurden die Betriebe VEB Harzer Uhren, VEB Harzer Likörfabrik, VEB Metaplast und andere geschaffen.
Im Jahr 1958 schlossen sich die Bauern zur LPG zusammen. Das ehemalige volkseigene Gut Saatzucht, Baumschulen und Landschaftsgestaltung Gernrode wurde 1972 gegründet, es entstand aus der ehemaligen Handelbaumschule Teickner und einer Baumschule in Blankenburg. Dort wurden Obstgehölze, Ziersträucher, und verschiedene Bäume gezogen und verkauft. Einige dieser Betriebe, die fast ausschließlich auf den sozialistischen Rat für gegenseitige Wirtschaftshilfe ausgerichtet waren, gingen nach der Wiedervereinigung 1990 in Konkurs oder reduzierten die Produktion erheblich. Dennoch schafften einige Unternehmen die Marktanpassung. Der ehemalige VEB Harzer Uhren produziert als Harzer Uhren GmbH an zwei Standorten Stand-, Wand- und Kuckucksuhren und ist ein wichtiger Arbeitgeber für Gernrode.
Der VEB Harzer Likörfabrik produziert und vertreibt nach der Umwandlung in den Familienbetrieb Harzer Likörfabrik Rolle GbR Liköre und Obstweine. Ein weiteres mittelständisches Unternehmen ist die Firmengruppe Rundfunk Gernrode mit Dienstleistungen im Bereich Elektrotechnologie, Spezialmaschinenbau, Blitzschutz, Verkabelung und Elektronikproduktion. Um die Ansiedelung von weiteren Unternehmen zu ermöglichen, wurde Anfang der 1990er Jahre das Gewerbegebiet auf den Steinen angelegt. Dort wurden inzwischen viele Unternehmen gegründet oder haben sich angesiedelt. Um die Position Gernrodes als Wirtschaftsstandort zu festigen, wurde das Gewerbegebiet um zwölf Hektar erweitert.

### Wirtschaftsbereiche
Die Wirtschaftsbereiche unterteilen sich in: Landwirtschaft, Industrie und Dienstleistungsbereich. Die Landwirtschaft wird hauptsächlich im Nebenerwerb betrieben. Im Industriesektor sind Baugewerbe, Holzverarbeitung, Herstellung von individuellen Mehrweg- und Verpackungssystemen, Kunststoffverarbeitung sowie Getränkeherstellung vorhanden. Der Dienstleistungssektor beschränkt sich vornehmlich auf den Tourismus sowie den täglichen Bedarf.

### Tourismus

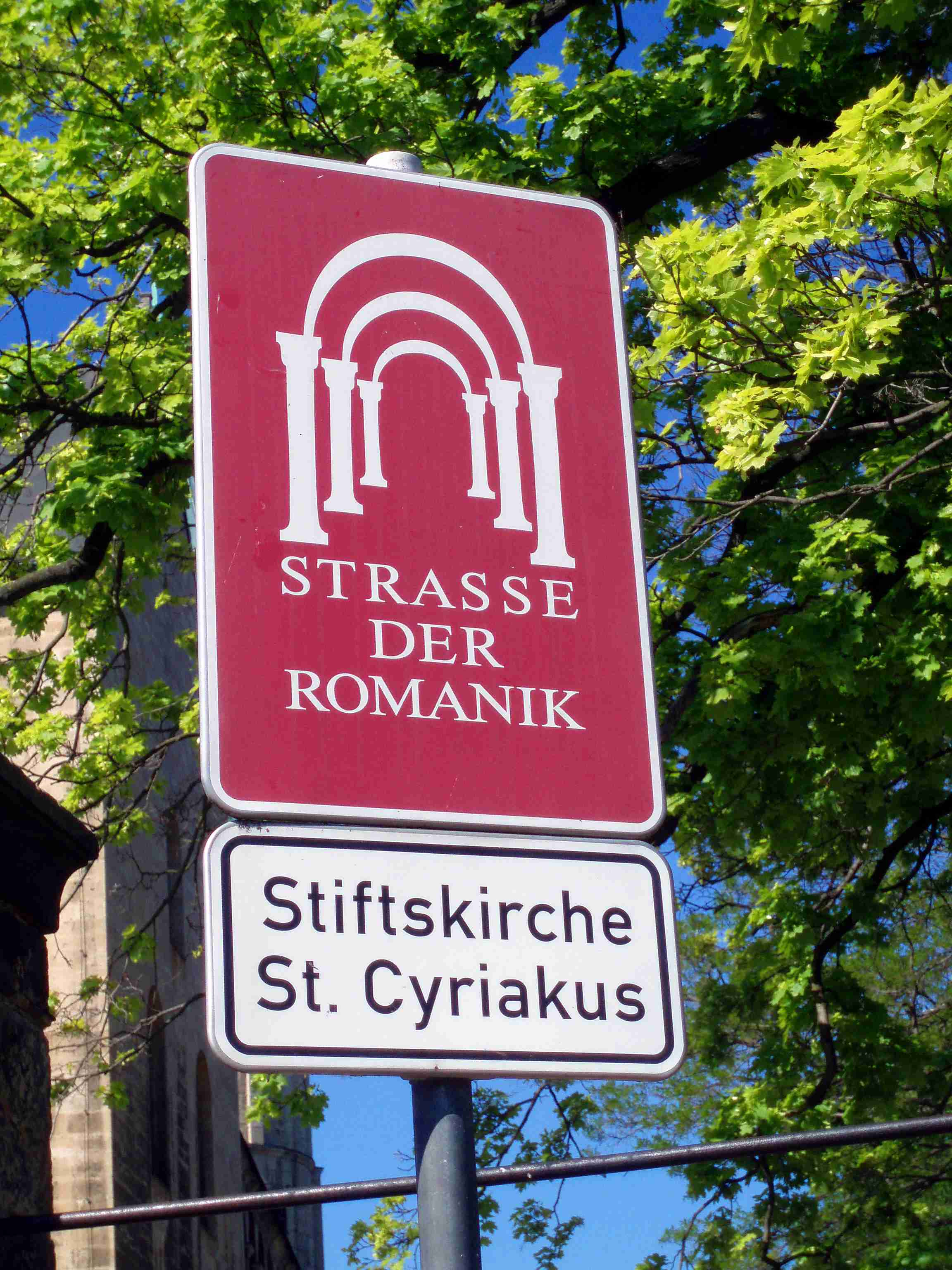
Ort der Straße der Romanik

Der Tourismus ist für Gernrode ein wichtiger wirtschaftlicher Faktor. Daher ist die Schaffung einer modernen touristischen Infrastruktur eine der wichtigsten Aufgaben. An Übernachtungskapazitäten stehen den Gästen fünf Pensionen, ein Hotel, zwölf Ferienwohnungen, 13 Ferienhäuser, ein Campingplatz und eine Jugendherberge zur Verfügung. Seit dem Jahr 1996 ist Gernrode ein staatlich anerkannter Erholungsort.
Die Anzahl der Übernachtungen ist stark saisonabhängig, mit Spitzenwerten um Ostern, von Mai bis Juli, von September bis Oktober und zum Advent/Jahreswechsel. Größte Schwächezeit ist von Januar bis März. In den Spitzenzeiten sind die Kapazitäten in Gernrode und im ganzen Vorharz sehr stark ausgelastet. Die meisten Übernachtungs- und Wohnmöglichkeiten wurden neu gebaut oder vollständig saniert.
Gernrode liegt mit der Stiftskirche St. Cyriacus auf der südlichen Route der Straße der Romanik, der im Jahr 1993 ins Leben gerufenen touristischen Straße zu den romanischen Denkmälern Sachsen-Anhalts.
An Gernrode vorbei führt der Wanderweg Wege deutscher Kaiser und Könige des Mittelalters im Harz. Auf dem Bückeberg nördlich von Gernrode verläuft der Europaradwanderweg R1.

## Persönlichkeiten

### Söhne und Töchter des Ortes
Zu den bekannten Persönlichkeiten, die in Gernrode geboren wurden oder dort lebten, zählen unter anderem Andreas Popperodt (1525–1578), Rektor der Elementarschule und Verfasser der Chronik über das Stift Gernrode, den Annales Gernrodensis, Carl Friedrich Christian Mohs (1773–1839), Mineraloge und Entwickler der nach ihm benannten Mohshärteskala, Friedrich Moldenhauer (1797–1866), Erfinder der Phosphorzündhölzer und Otto Franke (1863–1946), Professor für Sinologie an der Friedrich-Wilhelms-Universität in Berlin. Aus jüngerer Zeit zählen der Maler und Grafiker Otto Schutzmeister (1920–1985), der Kirchenmusikdirektor Günther Hoff (1928–2020), der Philosoph und Professor an der Johannes Gutenberg-Universität Mainz Klaus-Dieter Eichler (* 1952) und der Fußballtrainer Jürgen Röber (* 1953) zu den Söhnen und Töchtern Gernrodes.

### Ehrenbürger
Zahlreiche Persönlichkeiten wurden zu Ehrenbürgern der Stadt Gernrode ernannt. Zu den Personen, die durch die Stadt Gernrode das Ehrenbürgerrecht erhielten, zählen: 1907 Friedrich Könnemann, 1876 bis 1905 Bürgermeister in Gernrode und von 1886 bis 1906 Mitglied des Anhaltischen Landtages, 1931 August Trautewein erster sozialdemokratischer Stadtverordneter der 27 Jahre im Gemeinderat tätig war, ebenfalls 1931 wurde Albert Baur, welcher als erster Chemiker künstlichen Moschus herstellte zum Ehrenbürger Gernrodes ernannt.

### In der Stadt wirkende Persönlichkeiten
- Der Geistliche Rat und Pfarrer Franz Bulitta war ab September 1949 Kuratus in der Stadt.

## Medien, Veröffentlichungen und Filme
Die Mitteldeutsche Zeitung ist mit einer Lokalredaktion in Quedlinburg vertreten. Weiterhin die lokal erscheinenden Blätter SuperSonntag, Wochenspiegel und das Amtsblatt Harzer Kreisblatt. Regionalprogramm des Öffentlich-rechtlichen Rundfunks ist der Mitteldeutsche Rundfunk (MDR) mit Regionalbüro in Halberstadt. Der Sender des Regionalfernsehens Harz (RFH) kann über das örtliche Kabelnetz hauptsächlich im Harzkreis empfangen werden.
Mit Gernrode verbunden, ist die Handlung des Romans Markgraf Gero (1916) von Paul Schreckenbach über den Gründer des Stiftes. Auch das Jugendbuch Der Eselstritt (1974) von Hans-Ulrich Lüdemann beginnt in Gernrode; es schildert die Erlebnisse eines zwölfjährigen Jungen im Umfeld eines fiktiven Betriebes VEB Plastboot.
Aufgrund der historischen Bausubstanz hat die Stiftkirche Gernrode als Hintergrund für nachstehende Film- und Fernsehprojekte gedient:
- Folge Alarm am See der Serie Polizeiruf 110 von 1973, Regie: Jan Laskowski
- Folge Die Entdeckung der Serie Polizeiruf 110 von 1980, Regie: Manfred Mosblech[51]
- Folge Schwere Jahre, 1. Teil der Serie Polizeiruf 110 von 1984, Regie: Hans Joachim Hildebrandt[52]
- 2004: Theophanu – Die Kaiserin aus Byzanz, in Geschichte Mitteldeutschlands (MDR)[53]
- 2008: Die Päpstin  mit David Wenham, John Goodman, Regie: Sönke Wortmann